# Kazimierz Sosnkowski
Kazimierz Sosnkowski (ur. 19 listopada 1885 w Warszawie, zm. 11 października 1969 w Arundel) – polski wojskowy, polityk, działacz niepodległościowy i sportowy, generał broni Wojska Polskiego, czołowa postać emigracji polskiej podczas II wojny światowej. Członek PPS i jej Organizacji Bojowej, założyciel Związku Walki Czynnej, szef sztabu I Brygady Legionów Polskich, wiceminister (1919–1920) i minister spraw wojskowych (1920–1924), przedstawiciel Polski w Lidze Narodów (1925), dowódca Frontu Południowego podczas kampanii wrześniowej, następca Prezydenta RP (1939, urzędu nie objął), minister bez teki w drugim rządzie emigracyjnym Sikorskiego (1939–1940), komendant główny Związku Walki Zbrojnej (1939–1941), Wódz Naczelny Polskich Sił Zbrojnych (1943–1944), przewodniczący Komitetu Ministrów dla Spraw Kraju (od 8 listopada 1939), członek władz Towarzystwa Rozwoju Ziem Wschodnich. Uczestnik I i II wojny światowej oraz wojny polsko-bolszewickiej.

## Początki działalności polityczno-wojskowej

### Dzieciństwo i młodość
Urodzony 19 listopada 1885 w Warszawie, był synem Józefa Bogdana (1832–1896) i Zofii z Drabińskich (1858–1938). Pochodził z rodziny szlacheckiej, wywodzącej z Podlasia, legitymującej się herbem Godziemba. Jego ojciec był inżynierem chemikiem, piastował funkcję kierownika w warszawskiej probierni. Był również z zamiłowania muzykiem i kompozytorem, dyrektorem Towarzystwa Muzycznego w Warszawie. Matka Kazimierza Sosnkowskiego również pochodziła z rodziny szlacheckiej, była córką właściciela folwarku Gintowce, znajdującego się na Żmudzi (niedaleko miasta Telsze). Początkowo, wraz z rodzicami, Sosnkowski mieszkał w Warszawie przy ulicy Rymarskiej (obecnie zachodnia część placu Bankowego).
Ojciec Sosnkowskiego nie prowadził żadnej działalności niepodległościowej, lecz Kazimierz został wychowany w patriotycznej atmosferze. W domu kultywowana była pamięć o jego stryjecznym dziadku, Ignacym Sosnkowskim (1790–1856), który był żołnierzem biorącym udział w wojnach napoleońskich oraz powstaniu listopadowym, odznaczonym krzyżem Virtuti Militari oraz Legią Honorową. Wspominano także pradziadka – Sylwestra Sosnkowskiego, który miał brać udział w insurekcji kościuszkowskiej. Za działaczkę niepodległościową uznawano Zofię Sosnkowską.
Kazimierz Sosnkowski miał brata Jerzego oraz siostry: Wandę i Stanisławę, która w 1905 poślubiła Adama Kowalskiego.
Po śmierci ojca, matka wychowywała go samodzielnie. Od 1896 uczęszczał do V klasycznego gimnazjum w Warszawie. Ukończył osiem klas tej szkoły. Podejrzewany przez władze carskie o przynależność do nielegalnego kółka samokształceniowego, otrzymał z zachowania niską ocenę dostateczną, przez co nie mógł uzyskać matury w Warszawie. Z tego powodu przeniósł się do Petersburga. Tam w październiku 1903 rozpoczął naukę w XII gimnazjum klasycznym. Maturę zdał ze złotym medalem, co było niemałym osiągnięciem dla ucznia, który do wspomnianej szkoły chodził jedynie przez rok.

### Polska Partia Socjalistyczna
Do Warszawy powrócił w 1904. Pierwotnie planował ponownie udać się do Petersburga, pragnąc rozpocząć tam studia na politechnice. Wkrótce jednak zrewidował te zamiary, ze względu na nastroje rewolucyjne panujące w Królestwie Polskim. Sosnkowski postanowił dostać się na wydział architektury Instytutu Politechnicznego w Warszawie, co mu się udało.
13 listopada 1904 wziął udział w manifestacji na warszawskim placu Grzybowskim, zorganizowanej przez Polską Partię Socjalistyczną w ramach protestów przeciwko przymusowemu wcielaniu Polaków do wojska rosyjskiego w związku z wojną z Japonią. Bojowcy PPS, ochraniający demonstrantów, starli się wówczas z carską policją i kozakami. Było to pierwsze od czasu powstania styczniowego starcie zbrojne z zaborcą. Pod wpływem tych wydarzeń, Sosnkowski postanowił wstąpić do PPS. Nie uczynił tego jednak dlatego, że partia ta głosiła hasła rewolucji proletariackiej, ale, jak sam później pisał, organizowała z bronią w ręku walkę o niepodległość.
Od początku 1905 rozpoczął aktywną działalność niepodległościową – w PPS funkcjonował pod pseudonimem Ryszard. Ze względu na strajk szkolny w Królestwie Polskim, szkoły średnie i wyższe zostały zamknięte, w tym także Instytut Politechniczny. To pozwoliło mu skupić się wyłącznie na aktywności w PPS – m.in. organizował w Niemczech i Austrii zbiórkę pieniężną na rzecz działalności rewolucyjnej PPS w Kongresówce. Wkrótce jego tropem ruszyła carska policja, co sprawiło, że musiał udać się do Galicji. Przez pewien czas mieszkał w Krakowie, gdzie próbował nawiązać kontakt z Józefem Piłsudskim – o jego działalności wiele słyszał już wcześniej, m.in. od Aleksandra Świętochowskiego, z którego synem, Ryszardem, się przyjaźnił.

W lutym 1906 Kazimierz Sosnkowski brał udział w VII zjeździe PPS we Lwowie. Podczas tego wydarzenia doszło do pierwszego spotkania z Piłsudskim. Postać ta wywarła na nim wielkie wrażenie. Jak sam pisał: 

Osobisty urok Piłsudskiego, czar Jego płomiennego słowa i siła argumentacji, miłość Polski przebijająca z każdego zdania, idealizm społeczny, poczucie tradycji i godności narodowej, wszystko to wywarło na mnie wrażenie porywające i na zawsze do Niego przykuło.

 Podczas zjazdu doszło do rozłamu w partii, z którego wyłoniły się dwie organizacje: PPS-Lewica i PPS-Frakcja Rewolucyjna – ta druga złożona z sympatyków Piłsudskiego, kładąca nacisk na antycarską działalność bojową. Sosnkowski opowiedział się po stronie Piłsudskiego i wstąpił do Organizacji Bojowej PPS (OB PPS). Po powrocie do Krakowa, obaj rewolucjoniści odbyli pierwszą, długą rozmowę, która stała się początkiem ich długoletniej współpracy politycznej i wojskowej, a także przyjaźni.
Wkrótce potem Sosnkowski trafił do tajnej „szkoły bojowej” w Krakowie, której formalnym komendantem był Władysław Jaxa-Rożen, jednak niezwykle ważną rolę odgrywał tam także Józef Piłsudski. Wszechstronny kurs (m.in. ćwiczeń w posługiwaniu się bronią, musztry, dywersji, czy walk ulicznych) trwał 6 tygodni. Po ukończeniu szkoły bojowej został skierowany przez Piłsudskiego na stanowisko zastępcy komendanta Okręgu Warszawskiego OB PPS. Sosnkowski miał rozbudować siły Okręgu, uważanego za najważniejszy w całej organizacji. Było to niezwykle odpowiedzialne zadanie, powierzone niedoświadczonemu dwudziestolatkowi, co świadczyło o ogromnym zaufaniu, jakim został obdarzony przez Piłsudskiego. Sosnkowskiemu udało się spełnić pokładane w nim nadzieje – w krótkim czasie wydatnie zwiększył siły OB PPS w Warszawie: z kilku tzw. „piątek bojowych” do kilkuset członków.
Od czerwca 1906 był już komendantem OB PPS Okręgu Warszawskiego. W lipcu tego roku, podczas konferencji Organizacji Bojowej, jego kandydatura została zaproponowana przez Piłsudskiego na członka Wydziału Bojowego PPS (ostatecznie wybrany został Józef Mirecki). Jako szef OB PPS Okręgu Warszawskiego, Sosnkowski odznaczał się znakomitym przygotowaniem i sprawnym kierowaniem wieloma akcjami bojowymi. Wśród nich były m.in. rozbicie 25 sklepów monopolowych w Warszawie (9 czerwca 1906), likwidacja szpiega Wiśniowskiego, zastrzelenie w Otwocku carskiego generała-gubernatora ds. policyjnych Andrieja Markgrafskiego (3 lipca 1906). Kierował też organizacją podczas tzw. krwawej środy 15 sierpnia 1906, kiedy to ataki bojowców na posterunki rosyjskiej policji spowodowały ich panikę i wycofanie głównych sił z Warszawy na kilka dni.
Zdekonspirowany jesienią 1906 i ścigany, Sosnkowski musiał opuścić Warszawę. Następnie został komendantem Organizacji Bojowej PPS Okręgu Radomskiego. Poza działalnością bojową, był już wówczas także „Okręgowcem” organizacji ogólnej w dziale organizacyjno-agitacyjnym, co wiązało się z obowiązkiem m.in. wygłaszania politycznych przemówień na wiecach i demonstracjach fabrycznych. To spowodowało kolejną dekonspirację. Sosnkowski został więc przeniesiony na stanowisko komendanta okręgu OB w Zagłębiu Dąbrowskim.
W styczniu 1907, ze względu na wygaszenie nastrojów rewolucyjnych, Sosnkowski podjął decyzję o wystąpieniu z Organizacji Bojowej PPS i wyjeździe do Szwajcarii, a następnie Włoch, gdzie próbował kontynuować studia. Od kwietnia 1907 pracował w bibliotece Uffizich we Florencji, chcąc studiować architekturę na politechnice w Mediolanie. Ze względu na problemy finansowe, ostatecznie we wrześniu 1907 trafił na wydział architektury Politechniki Lwowskiej. W tym samym czasie poślubił Stefanię Sobańską. We Lwowie prowadził kółka studenckie i tworzył szkołę Organizacji Bojowej PPS. W tym czasie używał pseudonimu Józef. Stopniowo odszedł od działalności politycznej i całkowicie skupił się na szkoleniu wojskowym.

### Związek Walki Czynnej i Związek Strzelecki
W 1908 przyszła na świat jedyna córka Kazimierza Sosnkowskiego i Stefanii z Sobańskich – Zofia.
W ostatnich dniach czerwca 1908 we lwowskim mieszkaniu Kazimierza Sosnkowskiego przy ul. Lenartowicza 12 odbyło się zebranie założycielskie Związku Walki Czynnej. Sam Sosnkowski wszedł wówczas do Rady Głównej Związku. Według Juliana Stachiewicza, był on pomysłodawcą utworzenia ZWC. Rzeczywistym przywódcą ZWC był jednak Piłsudski, a Sosnkowski pełnił obowiązki szefa sztabu. ZWC stał się zalążkiem ogólnopolskiego ruchu wojskowego i pod kierunkiem młodego Sosnkowskiego szybko rozwinął działalność. Sosnkowski w pełni identyfikował się z antyrosyjską koncepcją Piłsudskiego i przewidywał, że Kadry Związku w przyszłości wystąpią jako polska siła zbrojna przeciw caratowi. Adepci przechodzili regularne przeszkolenie, obejmujące m.in. wykłady z historii, geografii militarnej, naukę o fortyfikacjach i ćwiczenia praktyczne z bronią.

W 1910 był współzałożycielem Związku Strzeleckiego (używał wówczas pseudonimu Józef). W czerwcu 1912 został mianowany szefem sztabu Komendy Głównej ZWC (od tego czasu nazywany był przez swoich współpracowników Szefem) i zastępcą Komendanta Głównego, którą to funkcję pełnił Józef Piłsudski. Jak pisał Bogusław Miedziński: 

Ten dwudziestokilkuletni student architektury był już człowiekiem i pełnej dojrzałości intelektualnej, uderzających zdolnościach politycznych, umiejącym w dodatku świetnie, niezbicie logicznie i jasno formułować swoje myśli. Miał on przy tym wręcz wyjątkowy talent organizacyjny i pęd do wyciągania konsekwencji praktycznych i wcielania w życie raz powziętych koncepcji. Pod tym względem zdaniem moim górował na Józefem Piłsudskim i był jego znakomitym dopełnieniem.

Równolegle z działalnością w ZWC i Związku Strzeleckim, Sosnkowski kontynuował studia. Zadanie miał jednak utrudnione, ze względu na częste wyjazdy, również zagraniczne. Egzaminy końcowe zaplanowane były na jesień 1914, jednak jego edukację przerwał wybuch I wojny światowej.

### I wojna światowa

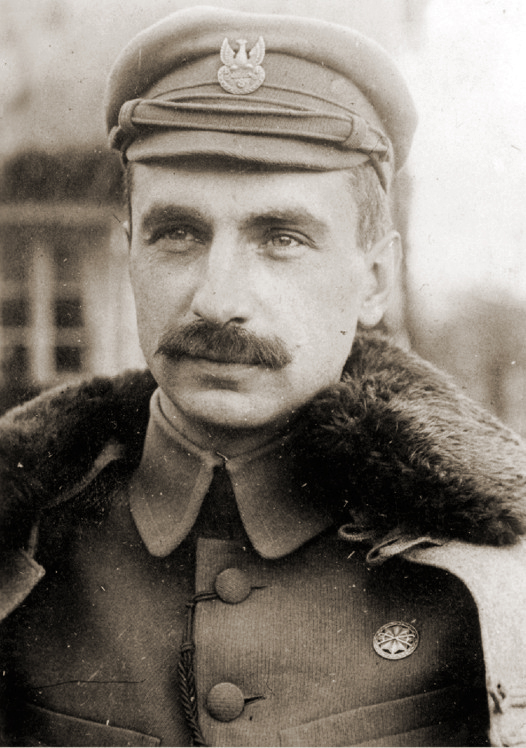
Kazimierz Sosnkowski w mundurze legionowym 1915

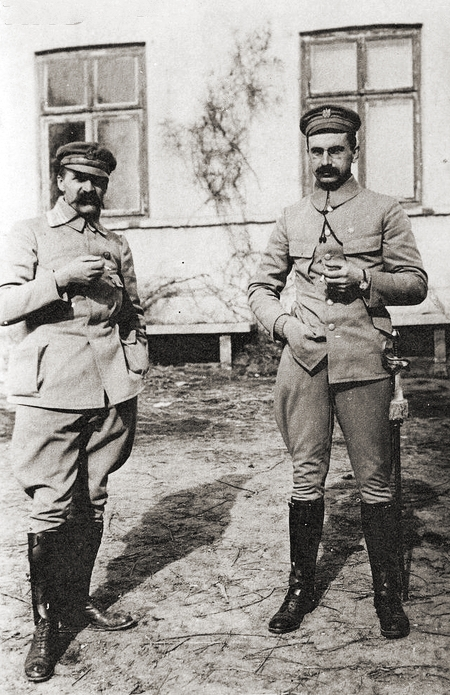
Józef Piłsudski i Kazimierz Sosnkowski 1915

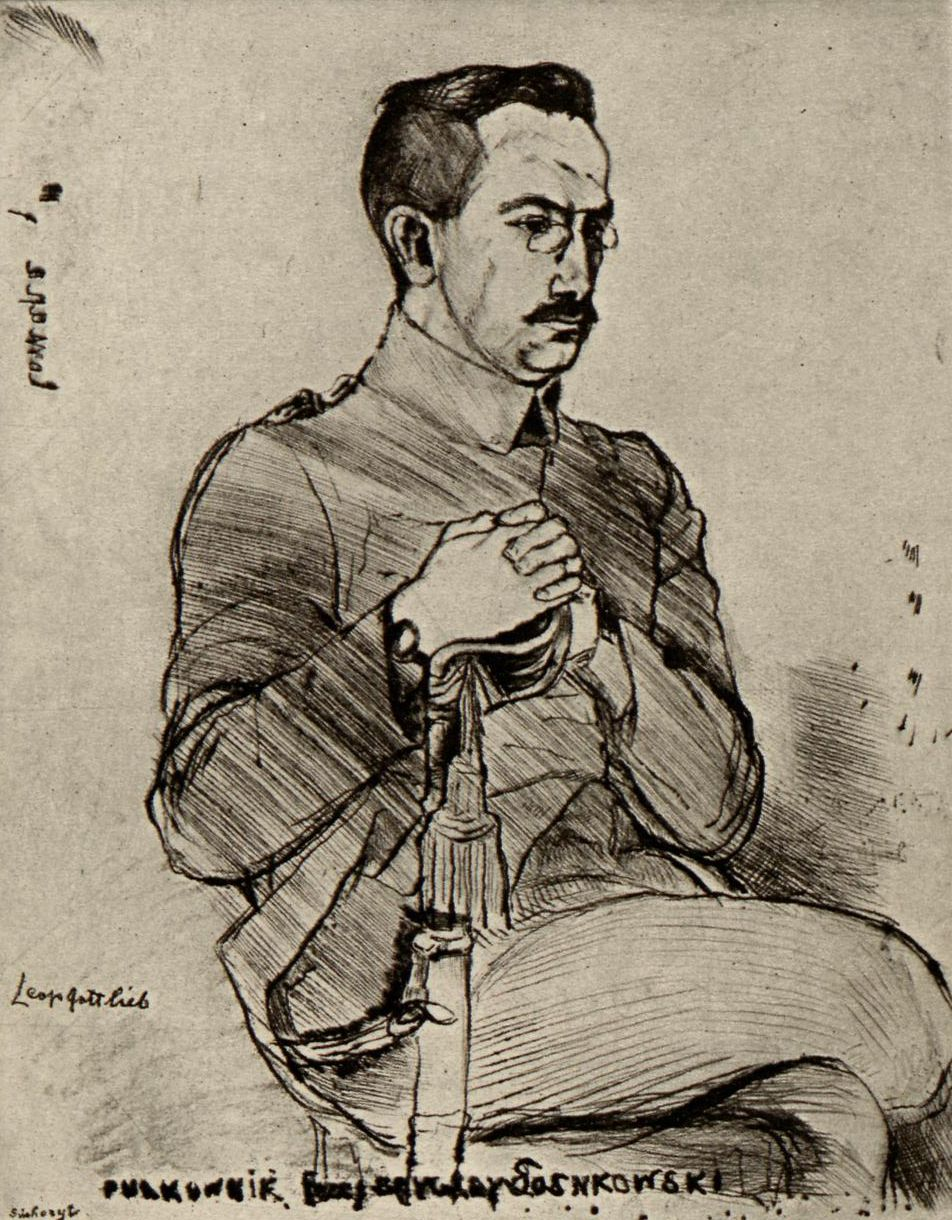
Portret Kazimierza Sosnkowskiego autorstwa Leopolda Gottlieba z 1915

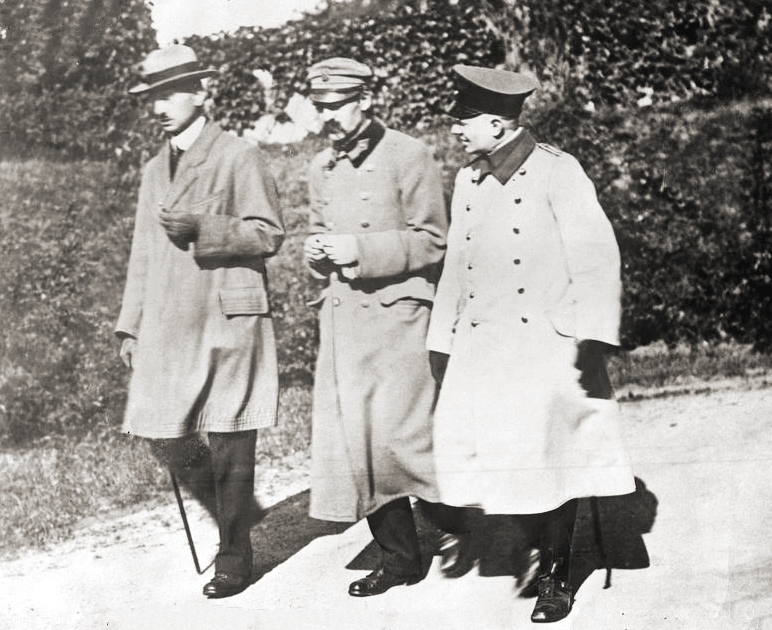
Józef Piłsudski i Kazimierz Sosnkowski podczas internowania w twierdzy magdeburskiej

Po wybuchu I wojny światowej, Sosnkowski koordynował mobilizację organizacji strzeleckich, zarządzoną nocą z 1 na 2 sierpnia 1914. Odprawił także pierwszy patrol strzelecki Władysława Beliny-Prażmowskiego, a także wymarsz Pierwszej Kompanii Kadrowej (6 sierpnia 1914). Oddział ten następnie został przekształcony w 1 pułk strzelców, potem w 1. pułk Legionów Polskich i w I Brygadę Legionów Polskich. Kazimierz Sosnkowski został zastępcą Komendanta, Józefa Piłsudskiego, jak również szefem jego sztabu.
Sosnkowski odznaczył się w szeregu walk. Kilkakrotnie z powodzeniem zastępował w dowodzeniu brygadą nieobecnego Piłsudskiego. Pierwszy taki przypadek miał miejsce w dniach 12–13 sierpnia 1914, kiedy pod Kielcami legioniści po raz pierwszy starli się z Rosjanami. Dzięki temu, 8 października Sosnkowski został awansowany na stopień podpułkownika. Kilka dni później (13–14 października), został wysłany przez Piłsudskiego na rozmowy z przedstawicielami niemieckiego wywiadu wojskowego (m.in. z pułkownikiem Erichem Ludendorffem). Był także łącznikiem Komendanta z Naczelnym Dowództwem wojsk austro-węgierskich znajdującym się w Cieszynie.
Sosnkowski dowodził także I Brygadą Legionów Polskich podczas bitwy pod Łowczówkiem, która rozegrała się w dniach 22–25 grudnia 1914. Wykazał się wówczas znacznym talentem dowódczym, zachowując zimną krew podczas odpierania ataków Rosjan, za co został oficjalnie pochwalony przez Piłsudskiego. Austriaccy generałowie dowodzący znajdującymi się niedaleko polskich jednostek oddziałami austriackimi, pobitymi przez Rosjan, oddawali się pod komendę Sosnkowskiego. Za postawę podczas tej bitwy, został odznaczony przez dowództwo austro-węgierskie Orderem Żelaznej Korony, a także, kilkanaście lat później, już w II Rzeczypospolitej, orderem Virtuti Militari.
W kolejnych miesiącach, Sosnkowski dowodził (samodzielnie lub wspólnie z Piłsudskim) I Brygadą Legionów Polskich w walkach prowadzonych na ziemiach Królestwa Polskiego, a później także na Wołyniu. W dniach 16–23 maja 1915 brał udział w bitwie pod Konarami, następnie w walkach pod Bidzinami (czerwiec 1915), a w sierpniu 1915 pod Makarowem, Kowalikami, Wysokiem Litewskim i pod Czartoryskiem. Po podziale I Brygady na samodzielne grupy w październiku 1915, Sosnkowski objął dowództwo nad jedną z nich, działającą nad Styrem. Kierował jej poczynaniami przez sześć tygodni. Następnie został wysłany przez Piłsudskiego potajemnie za front, gdzie przeprowadził inspekcję działalności Polskiej Organizacji Wojskowej.
Juliusz Kaden-Bandrowski tak opisywał Sosnkowskiego w 1915: 

Któż by przypuścił, że ten surowy, wysoki, pysznie zbudowany oficer, pamiętający w przeciągu długiego czasu każdą minutę wydanego rozkazu, nazwę każdej miejscowości, rozmieszczenie każdego plutonu w czasie walki, że ten tak surowy szef sztabu jest zamiłowanym wielbicielem sztuk pięknych. Kocha muzykę, lubi szarówką dopaść fortepianu na jakiejś kwaterze i grać Szumana, Szopena, obchodzą go jak najżywiej nowe szkoły malarskie, a literaturę rozumie, jakby się miłości słowa uczył we Francji. [...] W czasie bitwy pamięć podpułkownika Sosnkowskiego i orientacja jak gdyby pomnażały się jeszcze. Jest wielką radością śledzić, jak poniekąd uprzedza on sprawozdania ordynansów, odgadując sytuację frontu. Zaś dumnym może być, kto podczas długiej bitwy dotrzymał Szefowi sztabu placu we współpracy. Nie zna on wówczas ani odpoczynku, ani wytchnienia.

14 lutego 1916 Sosnkowski wszedł w skład Rady Pułkowników (razem m.in. z Józefem Hallerem, Bolesławem Roją i Edwardem Śmigłym-Rydzem), której celem było uniezależnienie od zwierzchnictwa Departamentu Wojskowego Naczelnego Komitetu Narodowego, kierowanego przez zwolennika współpracy z Austro-Węgrami i Niemcami – Władysława Sikorskiego i prowadzenie rozmów na temat przyszłej niepodległości Polski bezpośrednio z władzami austro-węgierskimi. Reskryptem nr 6674 Naczelnej Komendy Armii z 16 kwietnia 1916 „za znakomite pełnienie służby wobec nieprzyjaciela” został mianowany z dniem 1 kwietnia 1916 komendantem pułku w VI klasie rangi, która to klasa odpowiadała randze pułkownika (niem. Oberst).
Podczas wyjątkowo krwawej bitwy pod Kostiuchnówką (4–6 lipca 1916), Sosnkowski znalazł się na pierwszej linii walk, przebywając przy VI batalionie dowodzonym przez kapitana Mariana Kukiela.
Jesienią 1916 Józef Piłsudski, w proteście wobec niepodejmowania przez Niemców i Austriaków tematu przyszłego statusu ziem polskich, złożył rezygnację ze stanowiska dowódcy I Brygady i z Legionów. Na tym stanowisku zastąpił go 26 września 1916 Kazimierz Sosnkowski. Trzy dni później jednak, został przez dowództwo zwolniony z tej funkcji – jego przełożeni doszli do wniosku, że nie jest on osobą, której poglądy różnią się od zapatrywań Józefa Piłsudskiego na kwestię przyszłej niepodległości Polski.
Po utworzeniu Tymczasowej Rady Stanu, Piłsudski objął w niej referat Komisji Wojskowej. 11 kwietnia 1917 Sosnkowski został jego zastępcą, jednocześnie prowadził działalność w Komendzie Naczelnej POW. Kolejne porażki Rosji w wojnie z państwami centralnymi sprawiły, że Piłsudski postanowił rozpocząć działania przeciwko dwóm pozostałym zaborcom. Zgodnie z tym kierunkiem polityki, wraz z Sosnkowskim, zrezygnowali z zasiadania w Komisji Wojskowej Tymczasowej Rady Stanu. Po tzw. kryzysie przysięgowym Sosnkowski został 22 lipca 1917 aresztowany razem z Piłsudskim. Następnie zostali wywiezieni przez Poznań i Piłę do Gdańska. Tam wojskowych rozdzielono. Sosnkowski był przetrzymywany 4 dni w tamtejszym więzieniu, skąd 6 sierpnia trafił do twierdzy w Wesel. 22 sierpnia został osadzony w twierdzy w Magdeburgu. Trafił do więzienia wyższego sądu wojskowego (Oberkriegsgerichtgefängnis), a Piłsudski przebywał w tamtejszej cytadeli. Początkowo obaj wojskowi nie mieli kontaktu, jednak po roku Sosnowskiego przeniesiono do pawilonu, w którym wcześniej osadzono Komendanta. Obu więźniów traktowano dobrze – mieli możliwość przeprowadzania długich dyskusji, gry w szachy, spacerowania, a nawet wychodzenia pod eskortą poza obszar cytadeli. Ze względu na wystąpienia rewolucyjne w Niemczech, obaj zostali zwolnieni 8 listopada 1918, pociągiem przewiezieni do Berlina, a następnie do Warszawy.

## Dwudziestolecie międzywojenne

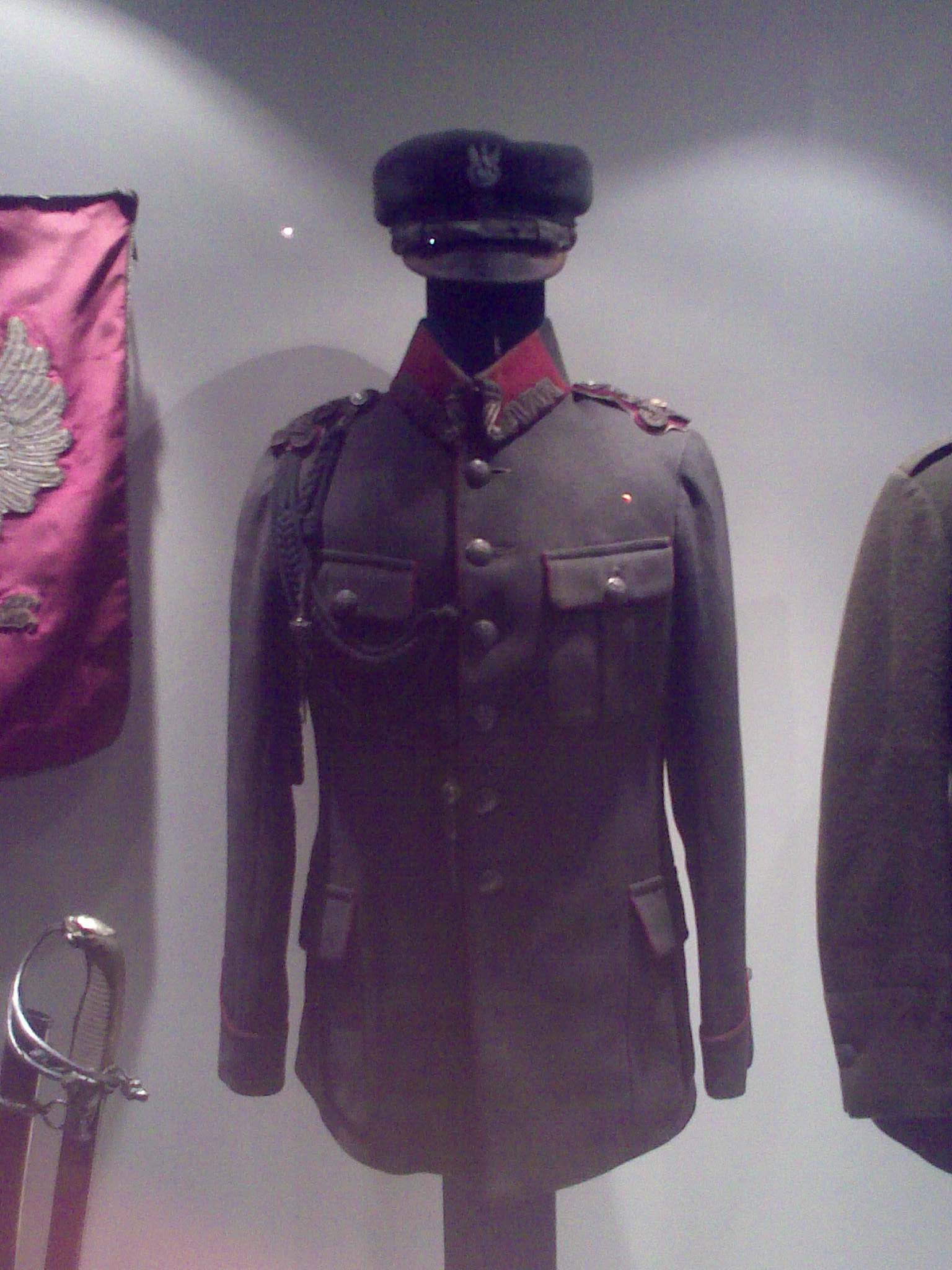
Kurtka i czapka gen. Sosnkowskiego ze zbiorów Muzeum Wojska Polskiego w Warszawie

10 listopada 1918 przybył wraz z Piłsudskim do Warszawy. 16 listopada 1918 został mianowany przez Piłsudskiego dowódcą Okręgu Generalnego „Warszawa”, zaś pięć dni później awansowany na stopień generała podporucznika. Tego samego dnia był sygnatariuszem (wraz z generałem Stanisławem Szeptyckim) umowy podpisanej przez stronę polską z niemiecką Radą Żołnierską (Soldatenrat), dotyczącą rozbrojenia i odtransportowania tych wojsk z Warszawy i Łodzi. Jednocześnie koordynował mobilizację Polskiej Organizacji Wojskowej.
18 grudnia 1918 Kazimierza Sosnkowskiego spotkała osobista tragedia. Tego dnia na grypę „hiszpankę” zmarła jego córka – Zofia. W styczniu 1919 na tę chorobę ciężko zachorował sam Sosnkowski (chorował do lutego). Uraz spowodowany śmiercią córki, wywołał ciężką chorobę psychiczną żony generała, Stefanii. Trafiła ona nawet do szpitala w Tworkach pod Warszawą. Doprowadziło to do anulowania małżeństwa (pod koniec 1918 lub na początku 1919) i rozpoczęcia leczenia psychiatrycznego.

### Wiceminister spraw wojskowych
3 marca 1919 Naczelny Wódz Józef Piłsudski mianował Sosnkowskiego drugim wiceministrem spraw wojskowych. Na stanowisko pierwszego wiceministra został wyznaczony generał podporucznik Stefan Majewski. Piłsudski początkowo złożył Sosnkowskiemu ofertę objęcia teki ministra, ten jednak odmówił, nie chcąc poświęcać większości swego czasu obowiązkom reprezentacyjnym. Pomimo sprawowania funkcji formalnie podległej szefowi resortu, faktycznie sprawował w nim pełnię władzy. 10 lutego 1920 Naczelny Wódz mianował go wiceministrem spraw wojskowych. Ostatnia nominacja pozostawała w bezpośrednim związku z wprowadzeniem nowej organizacji Ministerstwa Spraw Wojskowych i zniesieniem stanowiska drugiego wiceministra.
4 marca 1919 Sosnkowski został również honorowym dowódcą 7 Pułku Ułanów Lubelskich, który przyjął jego nazwisko.
Sprawując funkcję wiceministra spraw wojskowych, Sosnkowski poświęcił się realizacji niezbędnego zadania rozbudowy Wojska Polskiego i unifikacji jednostek walczących w różnych miejscach kraju. W tym celu m.in. rozmawiał z Wojciechem Korfantym, dzięki czemu 25 maja 1919 Naczelna Rada Ludowa w Poznaniu przekazała zwierzchnictwo nad Armią Wielkopolską Piłsudskiemu. Sosnkowski zajmował się także sytuacją wojskową na Górnym Śląsku i koniecznością zapewnienia zabezpieczenia wojskowego tamtejszemu przemysłowi, jeśli ziemie te zostałyby przyznane Polsce. Zainicjował także uchwalenie ustawy o przymusowym nauczaniu w Wojsku Polskim (w którym problemem pozostawał analfabetyzm części żołnierzy). Miał swój wkład w pracach w komisjach sejmowych nad ustawami o powszechnym obowiązku służby wojskowej i poborze sześciu roczników. Zajmował się także dostawami dla wojska (m.in. koni), zarówno krajowymi, jak i zagranicznymi. Udało mu się zapewnić transporty materiałów wojennych na front w wojnie polsko-bolszewickiej przez Rumunię.
Jednocześnie próbował doprowadzić do podjęcia rozmów pomiędzy Piłsudskim a Romanem Dmowskim (rozmawiał z nim kilkakrotnie dzięki pomocy księdza Marcelego Nowakowskiego). Starania te zakończyły się jednak niepowodzeniem.
Na skutek reformy Ministerstwa Spraw Wojskowych i likwidacji stanowiska drugiego wiceministra spraw wojskowych, 10 lutego 1920 objął stanowisko jedynego wiceministra w resorcie. Był obrońcą polityki wschodniej Naczelnika Państwa Józefa Piłsudskiego na forum Sejmu Ustawodawczego (m.in. wyprawy na Kijów w kwietniu 1920), przyczynił się walnie do niepodjęcia przez izbę rozmów pokojowych z bolszewikami w lutym – marcu 1920. Zdając sobie sprawę z nieszczerości ofert Sowietów zwalczał przychylne negocjacjom z Moskwą działania polityków PPS (głównie Hermana Liebermana), jak również propagował ideę sojuszu polsko-ukraińskiego, spotykając się z ostrymi reakcjami obozu narodowego.
W kwietniu 1920 cały jego wysiłek dotyczący sytuacji w armii skierowany był na przygotowania do ofensywy. M.in. 14 kwietnia zarządził zawieszenie nauki we wszystkich szkołach oficerskich oraz podoficerskich i skierowanie uczniów na front wojny polsko-bolszewickiej.
21 kwietnia 1920 został zatwierdzony w stopniu generała porucznika z dniem 1 kwietnia 1920 w grupie oficerów byłych Legionów Polskich. Prowadził z polecenia Naczelnego Wodza Józefa Piłsudskiego rozmowy z przedstawicielami ukraińskich sfer wojskowych oraz politykami tzw. trzeciej Rosji (antybolszewicko i antycarsko nastawionej grupy Rosjan). W wojnie polsko-bolszewickiej wystąpił też w charakterze „strażaka” na zagrożonym odcinku frontu (północ) jako dowódca Armii Rezerwowej. Zadanie jej utworzenia otrzymał od Piłsudskiego 25 maja 1920, wobec sukcesów dowódcy sowieckiego Frontu Zachodniego Michaiła Tuchaczewskiego. Sosnkowski wyruszył 1 czerwca i wykonując manewr oskrzydlający, dotarł do linii Głębokie-Szarkowszczyzna, gdzie Armii Czerwonej udało się powstrzymać pochód jego oddziałów. Dzięki temu manewrowi zabezpieczono tyły polskiego frontu, a radzieckie natarcie straciło impet. Dzięki temu polskie oddziały mogły się przegrupować i przygotować obronę. Za wykonanie tego zadania, pod koniec 1923 Sosnkowski został odznaczony Orderem Virtuti Militari II klasy. W trakcie realizacji tego przedsięwzięcia dowodził z powodzeniem, aczkolwiek ogólna sytuacja nie pozwoliła Wodzowi Naczelnemu tego wykorzystać. Stąd przez część korpusu oficerskiego II Rzeczypospolitej przeprowadzona przez generała Sosnkowskiego operacja nie została oceniana pozytywnie.
12 czerwca, na rozkaz Piłsudskiego, powrócił do pracy ministerialnej. Zajmował się m.in. nadzorowaniem tworzenia oddziałów wojskowych Rosjan, którzy do Polski zbiegli w obawie przed bolszewikami (działalnością tą zajmował się Boris Sawinkow). Prowadził także rozmowy na temat pomocy dla walczącej II Rzeczypospolitej z przedstawicielami francuskich i brytyjskich misji wojskowych (27 lipca). Przez Piłsudskiego został również wyznaczony do organizacji obrony stolicy (razem z generałami Tadeuszem Rozwadowskim i Maxime Weygandem), w razie zagrożenia jej przez nadciągającą Armię Czerwoną.

### Minister spraw wojskowych

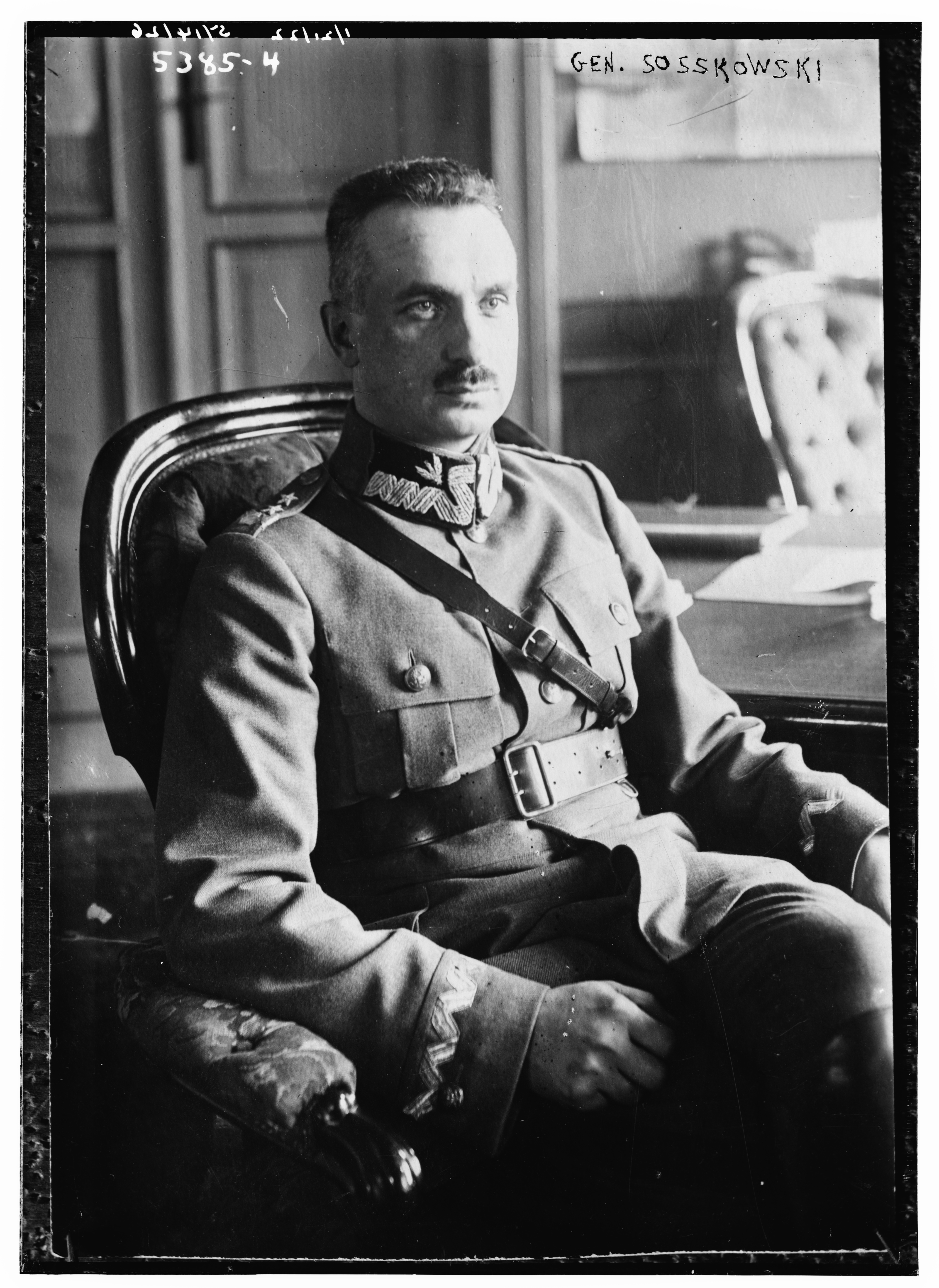
Generał Kazimierz Sosnkowski ok. 1920

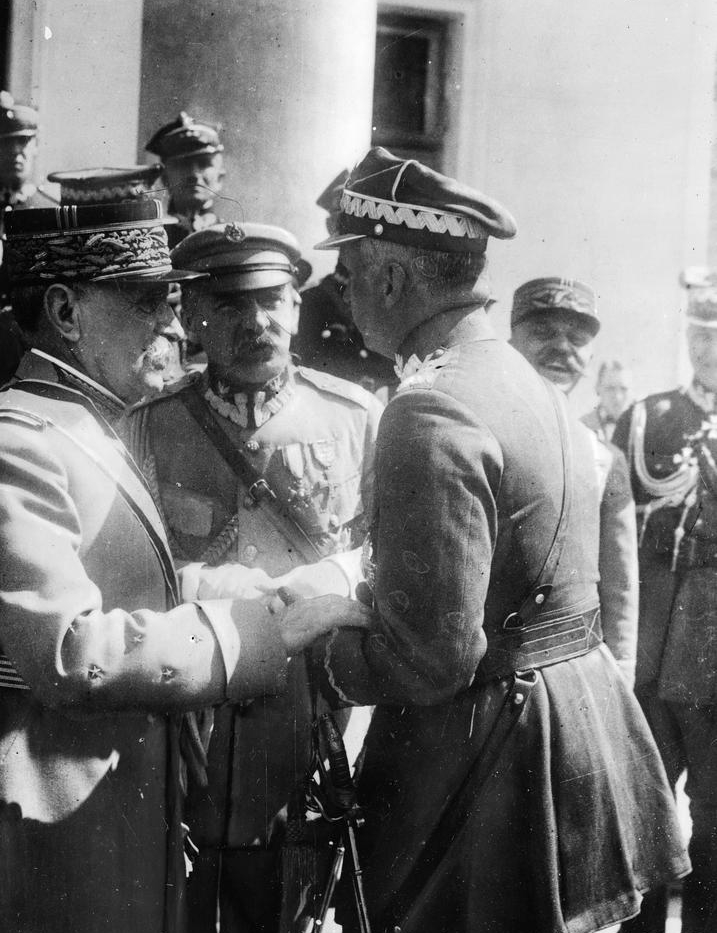
Marszałek Ferdinand Foch po dekoracji Wielką Wstęga Orderu Virtuti Militari rozmawia z gen. Sosnkowskim. Obok stoi marszałek Józef Piłsudski (maj 1923)

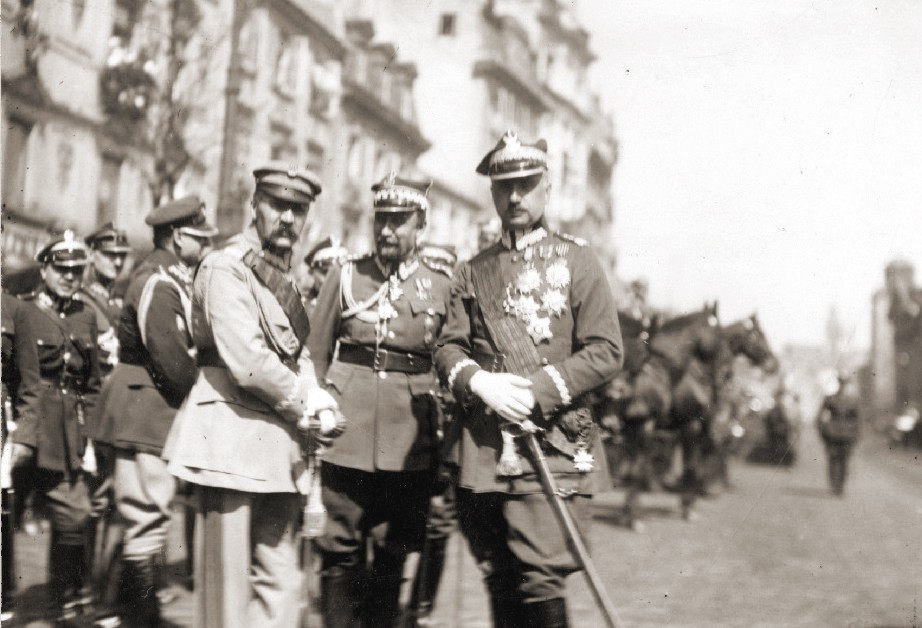
Józef Piłsudski, Tadeusz Rozwadowski i Kazimierz Sosnkowski 1923

Po zatargu z ministrem spraw wojskowych, generałem Józefem Leśniewskim (chodziło o rzekome sympatie komunistyczne pracownika II Oddziału resortu Karola Polakiewicza) w lipcu 1920 złożył rezygnację z funkcji wiceministra. Poparty przez Piłsudskiego, 9 sierpnia 1920 zastąpił Leśniewskiego na stanowisku ministra w rządzie Wincentego Witosa.
1 lipca 1920 został członkiem Rady Obrony Państwa.
Odpowiedzialny był za organizację i funkcjonowanie całości tyłów polskiego wojska. Zdołał przywrócić porządek na zdezorganizowanym zapleczu frontu, stosując zdecydowane, nierzadko drakońskie metody. Sosnkowski był m.in. projektodawcą szeregu aktów prawnych czasu wojny – wprowadził m.in. wojskowe sądy doraźne wobec osób cywilnych. Od 13 do 18 sierpnia 1920 zajęty był współkoordynowaniem walk na linii rzek Wisła – Wkra – Narew i Radzymina.
Udało mu się opanować nastroje antysemickie w armii (Żydów masowo oskarżano o popieranie Armii Czerwonej), choć jednocześnie zarządził utworzenie obozu w Jabłonnie, w którym internowano około tysiąca żołnierzy i oficerów żydowskiego pochodzenia (decyzja o jego utworzeniu została wydana 16 sierpnia 1920, obóz działał do 9 września 1920; jego powstanie wywołało skandal międzynarodowy, z którego Sosnkowski musiał tłumaczyć się przed Sejmem i opinią publiczną). Wydał rozkaz aresztowania we wszystkich wojskowych Okręgach Generalnych ok. 1000 wojskowych wśród których większość stanowili Żydzi. Wielu oficerów wyznania mojżeszowego, zasłużonych w walce o niepodległość zostało usuniętych z wojska. Żydowską młodzież akademicką z oddziałów ochotniczych skierowano do kompanii karnych.
W tym czasie Sosnkowski był odpowiedzialny za całość gospodarki wojennej państwa. Zainicjował i przeprowadził budowę mola przeładunkowego w nadmorskiej wiosce Gdynia, co rozwiązywało problem blokowania dostaw do Polski nabytego za granicą sprzętu wojennego w krytycznym momencie Bitwy Warszawskiej przez probolszewicko nastawionych robotników portowych Wolnego Miasta Gdańska. Jednocześnie, w sierpniu 1920, sprawował faktyczne dowództwo obrony Warszawy. Był jednym z pierwszych odznaczonych Srebrnym Krzyżem Orderu Wojennego Virtuti Militari.
W trakcie działań wojennych był także odpowiedzialny za administracyjną stronę przygotowania obrony Warszawy (m.in. utworzył oddziały zapasowe). Za sprawą nacisków Sosnkowskiego, rząd podjął decyzję o nie ewakuowaniu się do innego ośrodka miejskiego. Był jednym z wysokich dowódców wojskowych, z którym konsultowano plany wykonania kontruderzenia znad Wieprza w sierpniu 1920. Po powodzeniu tej operacji, Sosnkowski opowiadał się za zawarciem pokoju z bolszewikami. Zdanie takie wyraził m.in. 1 października 1920 podczas posiedzenia Rady Obrony Państwa. W listopadzie powołano natomiast zespół generałów, którego zadaniem było zebranie i opracowanie doświadczeń wojennych, jakie nabyć miały polskie siły zbrojne w wyniku zwycięskiej wojny z Armią Czerwoną. Sosnkowski wszedł w skład tego gremium.
Po odsunięciu niebezpieczeństwa ze strony sił bolszewickich, Sosnkowski zajął się kwestiami zmagań Polaków na Górnym Śląsku. 19 grudnia 1920 utworzył Dowództwo Obrony Plebiscytu, które miało zająć się ochroną przeprowadzenia plebiscytu na tym terenie (jego zwierzchnikiem został Paweł Chrobok). W tym samym czasie generał Kazimierz Raszewski otrzymał od Sosnkowskiego rozkaz kierowania akcją wojskową w tym zakresie. Zadecydował on także o demobilizacji Ślązaków ze służby w Wojsku Polskim.
Kazimierz Sosnkowski był ministrem spraw wojskowych od 9 sierpnia 1920 do 10 marca 1922 w rządach Wincentego Witosa i Antoniego Ponikowskiego, od 10 marca do 28 czerwca 1922 zajmował natomiast stanowisko kierownika ministerstwa do spraw wojskowych w rządzie Ponikowskiego, następnie od 28 czerwca 1922 do 28 maja 1923 ponownie był ministrem w rządach Artura Śliwińskiego, Juliana Nowaka i Władysława Sikorskiego.
Był głównym negocjatorem wojskowej umowy polsko-francuskiej z 19 lutego 1921. Od samego początku brał udział w pertraktacjach, razem z Piłsudskim i ministrem spraw zagranicznych Eustachym Sapiehą przebywał we Francji. Jego autorstwa był projekt układu i aneksu do tego dokumentu. Dzięki podpisaniu umowy, polskiemu rządowi udało się uzyskać m.in. deklarację pożyczki w wysokości 400 mln franków, które miały być przeznaczone na dozbrojenie Wojska Polskiego. 3 lutego 1921 został przez Francuzów odznaczony Krzyżem Wielkim Orderu Legii Honorowej. Zajmował się także przygotowaniem sojuszy Polski z innymi państwami – m.in. nadzorował prace nad układem z Rumunią (zawartego 3 marca 1921).
W wojsku prowadził politykę kadrową, która była ostro krytykowana przez przedstawicieli mniejszości żydowskiej. Żołnierze pochodzenia żydowskiego traktowani byli jako żołnierze drugiej kategorii lub wręcz z góry byli podejrzewani o nielojalność wobec państwa polskiego. Usuwano Żydów z całych formacji, zwłaszcza z marynarki wojennej, lotnictwa i łączności. W odpowiedziach na interpelacje poselskie Sosnkowski stwierdzał, że „Żydzi nie nadają się do poważniejszej pracy niż pisanie na maszynie”. W związku z uchwałą Sejmu z 17 czerwca 1919 r. według której oficerami mogli być tylko obywatele polscy narodowości polskiej degradowano oficerów pochodzenia żydowskiego nawet awansowanych już w Polsce niepodległej. W lipcu 1920 roku Wojsko Polskie zwolniło ze służby w wojskowych szpitalach lekarzy i pielęgniarki pochodzenia żydowskiego. 23 marca 1923 roku Sztab Generalny wydał tajny rozkaz usunięcia wszystkich Żydów z wojskowych zakładów graficznych.
Poza działalnością wojskową, prowadził także rozmowy o charakterze politycznym. Jako zwolennik Piłsudskiego, w marcu 1921 angażował się (razem z Bogusławem Miedzińskim) w negocjacje z przedstawicielami PSL „Piast” Maciejem Ratajem i Janem Dębskim, dotyczące współpracy tego ugrupowania z obozem piłsudczykowskim. Podobne rozmowy odbył także z reprezentantami środowisk konserwatywnych. Jednocześnie opowiadał się za oddzieleniem armii od bieżącej polityki, m.in. przestrzegał w Sejmie przed prowadzeniem partyjnej działalności agitacyjnej pomiędzy żołnierzami Wojska Polskiego. W tym czasie skupiał się także na pomocy dla trwającego III powstania śląskiego oraz na organizacji armii po zakończeniu konfliktu zbrojnego z Rosją sowiecką (demobilizacja, weryfikacja oficerów itd.), a także na rozwoju polskiego przemysłu zbrojeniowego. Angażował się także w działalność środowisk piłsudczykowskich i legionowych (m.in. w dniach 5–7 sierpnia 1922 uczestniczył w I Zjeździe Legionistów w Krakowie).
30 kwietnia 1921 generał Sosnkowski ponownie się ożenił. Jego wybranką była Jadwiga z Żukowskich. Ślub odbył się w katedrze św. Jana Chrzciciela w Warszawie. Jednym ze świadków Sosnkowskiego był Józef Piłsudski (Żukowska była jego daleką krewną), a sakramentu udzielił kardynał Aleksander Kakowski. W podróż poślubną państwo młodzi udali się na pogranicze śląskie.

3 maja 1922 został zweryfikowany w stopniu generała dywizji ze starszeństwem z 1 czerwca 1919 i 7. lokatą w korpusie generałów. W opinii wystawionej przez marszałka Piłsudskiego w 1922 polskim generałom (przeznaczonej do wyłącznej wiadomości Prezydenta RP), jako jedyny obok generała Edwarda Śmigłego-Rydza został uznany za zdatnego do pełnienia funkcji Naczelnego Wodza na wypadek wojny: 

Kandydat mój na komendanta armii. (...) Dotychczasowa jego praca przyzwyczaiła go do mierzenia sił państwa w najrozmaitszych wysiłkach i do oceniania zjawisk o charakterze nie ściśle militarnym; pod tym względem rzadki wyjątek wśród generałów polskich. Wobec ważności tego czynnika dla Naczelnego Wodza, przy innym Naczelnym Wodzu jak niżej podpisany, jedyny dotąd kandydat na stanowisko szefa sztabu Naczelnego Wodza. Przy bardzo wielkiej pracy pod względem operacyjnym jeden z moich kandydatów na Naczelnego Wodza.

Jako minister spraw wojskowych, generał w dniach 3–17 maja 1923 przyjmował francuskiego marszałka Ferdinanda Focha, który odbył oficjalną podróż po Polsce.
Nie objął teki w drugim rządzie Wincentego Witosa ze względu na dezaprobatę Piłsudskiego dla tego gabinetu. 28 maja 1923 opuścił ministerstwo. W tym czasie Sosnkowski oddalił się nieco od Piłsudskiego – rozpoczął współpracę z Szeptyckim, uczestnicząc w zorganizowanej przez niego naradzie generalskiej (28 września 1923) i poparł jego protest w sprawie ograniczania nakładów budżetowych na armię. 11 listopada 1923 Prezydent RP mianował go Inspektorem Armii Nr III w Toruniu. Brak potwierdzenia by przybył do Torunia i objął obowiązki inspektora armii.
W grudniu 1923 Sosnkowski otrzymał propozycję wejścia w skład kolejnego rządu. Udało mu się uzyskać ze strony prezydenta Stanisława Wojciechowskiego i przyszłego premiera Władysława Grabskiego gwarancję objęcia przez Piłsudskiego stanowiska przewodniczącego Ścisłej Rady Wojennej i prawnego uregulowania organizacji najwyższych władz wojskowych według koncepcji Naczelnego Wodza. Wysunięcie przez Piłsudskiego dodatkowego żądania powierzenia mu funkcji szefa Sztabu Generalnego spotkało się z nieprzychylnym przyjęciem Wojciechowskiego. W tej sytuacji Sosnkowski otrzymał od Marszałka kategoryczny zakaz wchodzenia do rządu. Mimo to objął tekę, motywując to koniecznością niepowodowania trudności rządowi, który zamierzał dokonać reformy skarbowej. Generał zagwarantował sobie przy tym prawo do złożenia teki po zakończeniu pierwszego etapu reformy w wypadku niespełnienia jego postulatów tj. rozwiązania sprawy Piłsudskiego i określonej wysokości wydatków na wojsko. Ponownie wszedł do rządu 19 grudnia 1923. Znalazł się wówczas w drugim gabinecie Władysława Grabskiego. Jako zwolennik Piłsudskiego, wchodzący w skład gabinetu mu niechętnego, znalazł się w niewygodnym położeniu, zwłaszcza iż jego zadaniem było m.in. opracowanie projektu ustawy o organizacji naczelnych władz wojskowych. Jego poprzednik, generał Stanisław Szeptycki skierował do Sejmu projekt dokumentu, w którym minister miał mieć zwierzchność nad szefem Sztabu Generalnego i Generalnym Inspektorem Sił Zbrojnych (który miał być jego zastępcą w Radzie Wojennej). Sosnkowski stworzył projekt kompromisowy, który jednak został ostro skrytykowany przez Piłsudskiego, co w opinii jego autora było niepotrzebnym prowokowaniem sił niechętnych marszałkowi. W tym czasie ich stosunki zaczęły się psuć – Piłsudski nabrał przekonania, że generał jest osobą nie dość lojalną i nie zasługującą na pełne zaufanie. Z tego względu, marszałek polecił Sosnkowskiemu złożenie dymisji, co ten uczynił niechętnie i z ociąganiem 17 lutego 1924. Formalnym powodem takiego posunięcia były kwestie budżetowe (zmniejszenie przez premiera wydatków na wojsko). Miejsce Sosnkowskiego na czele resortu zajął Władysław Sikorski. Zdarzenia te wywołały nigdy do końca niezamknięty kryzys w relacjach Szefa z Komendantem. Sam Sosnkowski, niechętny angażowaniu armii w spory polityczne, coraz bardziej dystansował się od jego koncepcji walki politycznej.
20 marca 1924 przyszedł na świat drugi syn Sosnkowskiego – Jan.

### Dalsza działalność wojskowa, dyplomatyczna i polityczna

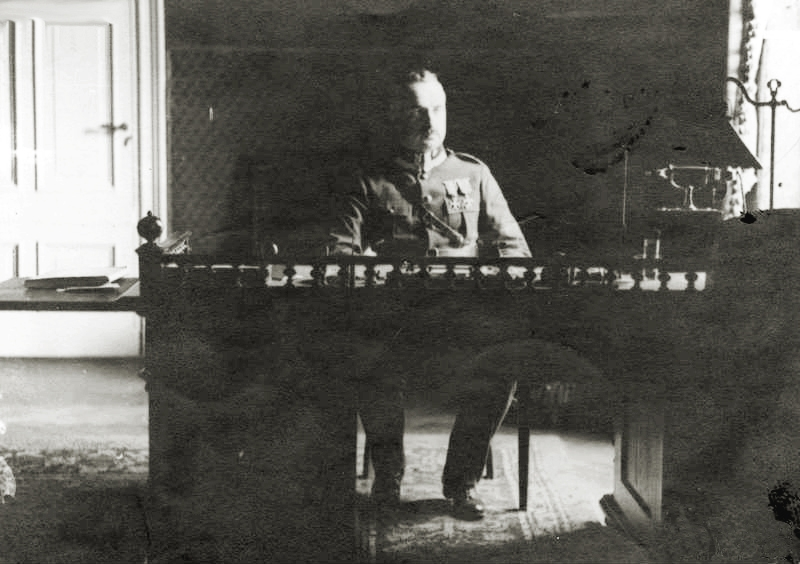
Dowódca VII OK Poznań gen. Kazimierz Sosnkowski, 1925

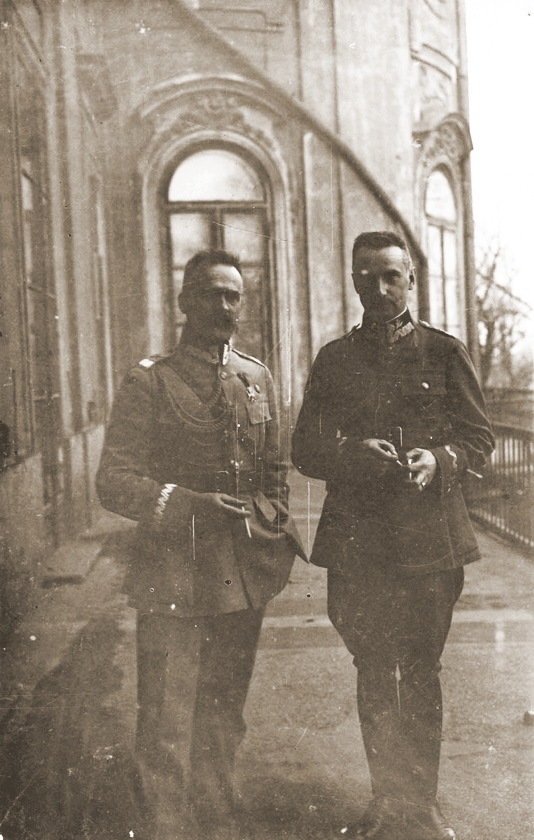
Józef Piłsudski i Kazimierz Sosnkowski

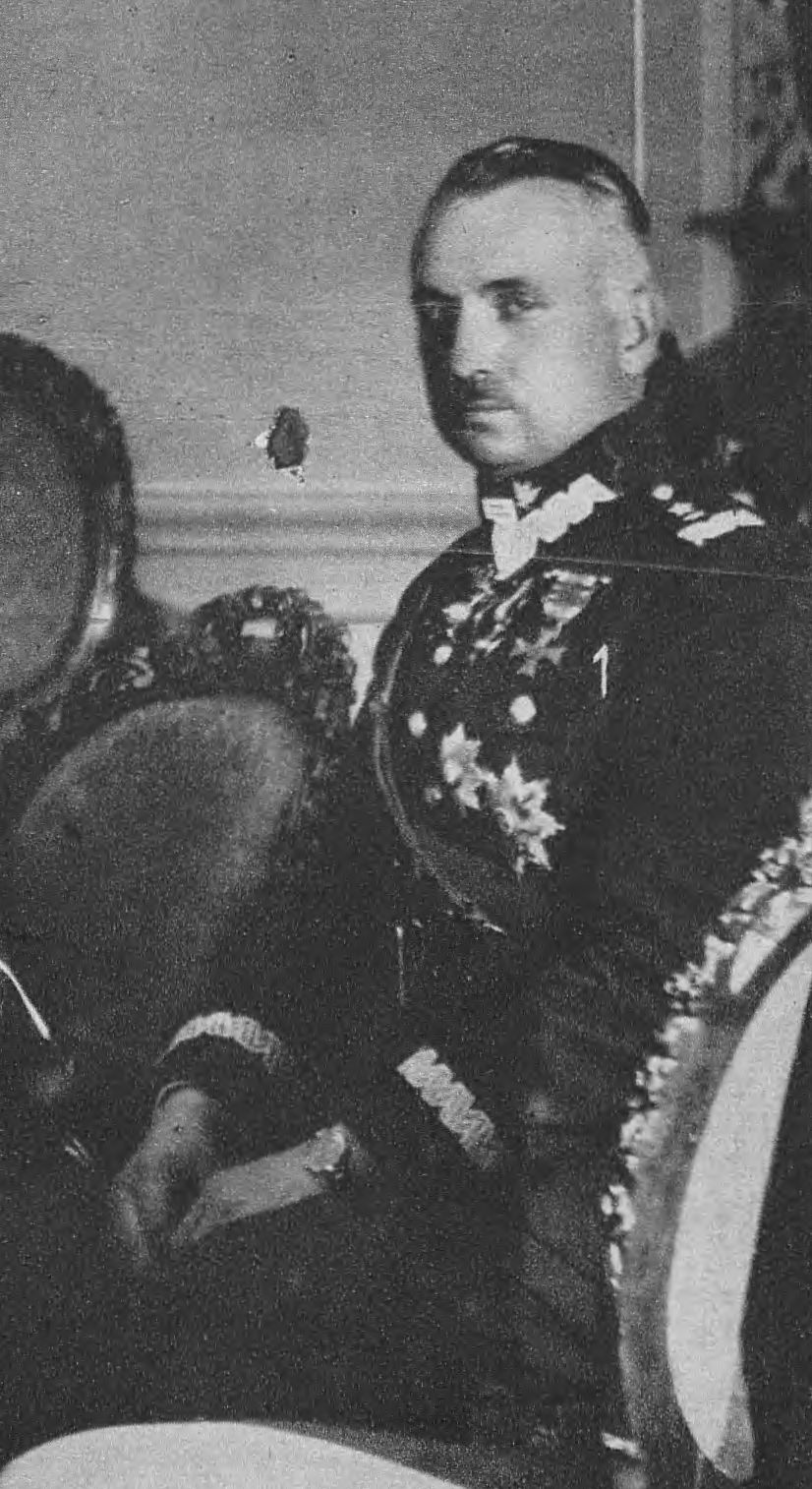
Kazimierz Sosnkowski w 1928

Po zakończeniu sprawowania funkcji rządowej, Sosnkowski otrzymał propozycję objęcia funkcji ambasadora w Moskwie. Oferta ta została jednak odrzucona. Zamiast tego, 14 kwietnia 1925 prezydent RP mianował go dowódcą Okręgu Korpusu Nr VII w Poznaniu. Pełnił także funkcję przewodniczącego Sądu Honorowego dla Generałów. W tym czasie był również osobą zaangażowaną w działalność dyplomatyczną – od 25 stycznia 1925 był przedstawicielem Polski w Lidze Narodów, zajmującym się kwestiami rozbrojenia. Skutkiem jego prac było m.in. przyjęcie przez II Rzeczpospolitą Protokołu Genewskiego z 2 października 1924 o pokojowym rozwiązywaniu sporów międzynarodowych, który zawierał istotną dla Polski definicję agresora – Sosnkowski na polecenie ministra spraw zagranicznych Aleksandra Skrzyńskiego opracował w październiku 1924 w tej sprawie specjalny memoriał. Od 4 maja do 17 czerwca 1925 generał pełnił rolę przewodniczącego polskiej delegacji biorącej udział w międzynarodowej konferencji ds. handlu materiałami wojennymi. Wydarzenie to, zorganizowane pod auspicjami Ligi Narodów, miało miejsce w Genewie. W jego trakcie, Sosnkowski na wniosek brytyjski, został wybrany przewodniczącym komisji ds. wojskowych, morskich i lotniczych. Dzięki staraniom Sosnkowskiego, w art. 29 Konwencji o nadzorze nad handlem bronią przyjętej w trakcie konferencji umieszczono zastrzeżenie o przyznaniu państwom sąsiadującym ze Związkiem Radzieckim ulg w zakresie ograniczania zbrojeń i publikacji danych o handlu bronią, dopóki nie przystąpi on do Konwencji. Miało to kluczowe znaczenie dla Polski, uznającej, że najbardziej prawdopodobny jest kolejny konflikt zbrojny ze wschodnim sąsiadem. Zasługą Sosnkowskiego było także zawarcie zakazu użycia broni bakteriologicznej w Protokole z 17 czerwca 1925 o zakazie używania broni chemicznej przyjętego w czasie konferencji.
Na początku listopada 1925, Piłsudski nakłaniał Sosnkowskiego do objęcia stanowiska szefa Sztabu Generalnego. Z funkcji tej ustąpił wówczas generał Stanisław Haller. Nauczony wcześniejszymi doświadczeniami i w obawie przed kolejnym sporem z marszałkiem, Sosnkowski odmówił. W tym czasie rolę łącznika pomiędzy Piłsudskim a generałem pełnił Bogusław Miedziński, który jednak nie przekazał generałowi informacji na temat przygotowań do siłowego przejęcia władzy przez obóz piłsudczykowski.
W tym czasie Sosnkowski był osobą wywodzącą się z obozu piłsudczykowskiego, jednocześnie utrzymującą kontakty z przedstawicielami niechętnej Piłsudskiemu prawicy (m.in. Władysławem Grabskim, czy Aleksandrem Skrzyńskim). Z tego względu postrzegany był przez otoczenie marszałka jako osoba niegodna pełni zaufania – m.in. nie zaproszono go na uroczystość z 15 listopada 1925, kiedy to do dworku Piłsudskiego w Sulejówku przyjechali oficerowie garnizonu warszawskiego, aby pod pretekstem obchodów siódmej rocznicy powrotu Komendanta z Magdeburga, zademonstrować swe poparcie dla niego. W trakcie tego spotkania padła deklaracja generała Gustawa Orlicz-Dreszera, odebrana jako zapowiedź siłowego przejęcia władzy przez piłsudczyków.
Podczas niespokojnego okresu, który jak się później okazało poprzedził przeprowadzenie zamachu stanu, rząd Witosa liczył na pomoc Sosnkowskiego w zaprowadzeniu porządku. 11 maja 1926 generał został wezwany przez kierownika Ministerstwa Spraw Zagranicznych Kajetana Morawskiego do Warszawy. Pretekstem miało być przekazanie instrukcji dotyczących nadchodzącego posiedzenia komitetu Ligi Narodów, w którym Sosnkowski miał wziąć udział. Faktycznie Wincenty Witos planował zaproponować Sosnkowskiemu tekę ministerialną. Informacja o tym zamiarze trafiła do Piłsudskiego, który następnego dnia wysłał do Sosnkowskiego generała Jakuba Krzemińskiego z poleceniem nieprzyjmowania propozycji szefa rządu. Nie jest jasne, czy marszałek chciał, aby pojechał on do Genewy, jak również to, czy pragnął ujawnić mu fakt przygotowywania przewrotu. W tej sytuacji Sosnkowski wrócił do Poznania. Według Jadwigi Sosnkowskiej Marszałek chciał, by w obliczu przygotowań do zamachu jej mąż był w Genewie jako osoba lojalna wobec władzy i legalista.
Wieczorem 11 maja 1926 generał w drodze do Genewy przybył do Warszawy i dostrzegając groźbę zamachu usiłował rozmówić się z Marszałkiem, jednak na drodze temu stanął płk Bogusław Miedziński, twierdzący, iż wolą Piłsudskiego jest, by Sosnkowski wrócił do Poznania (później on sam zaprzeczył by się tak wyraził, co oznacza, że słowa Miedzińskiego mogły były intrygą). 13 maja 1926, gdy w Warszawie trwały już walki, znajdujący się w stolicy Wielkopolski Sosnkowski dowiedział się od swojego zastępcy, generała Edmunda Hausera, że ten na polecenie prezydenta Wojciechowskiego wysłał do Warszawy oddziały na pomoc siłom rządowym. Nie sprzeciwił się tej decyzji. Według relacji jego żony także sztab Piłsudskiego żądał pomocy z Poznania, wobec czego miał wezwać oficerów sztabu DOK i oświadczyć, by postąpili z własnym sumieniem. Wiadomość o zamachu stanu wstrząsnęła jednak Sosnkowskim na tyle, że jeszcze tego samego dnia próbował odebrać sobie życie, strzelając z rewolweru Colt 9 w klatkę piersiową. Generał celował w serce, ale kula przeszyła prawe płuco (był leworęczny) i uszkodziła osierdzie. Początkowo nie dawano mu wiele szans, a prof. Antoni Jurasz uznał, że przeżycie 24 godzin będzie cudem. Ostatecznie Sosnkowski przetrwał i przez ponad pół roku przebywał w szpitalu w Poznaniu, w którym poddano go trzem operacjom (w trakcie jednej z nich wycięto mu żebra z lewej strony klatki piersiowej). Jego życie było zagrożone, ponieważ do rany wdało się zakażenie na skutek jej zanieczyszczenia włókienkami wełny z munduru. 10 dni po tym wydarzeniu w szpitalu odwiedzili go przedstawiciele sądu wojskowego – próbę samobójczą uznawano za przestępstwo. W trakcie rozmowy z nimi, generał przyznał, iż strzelił sam do siebie. Nie podał jednak motywów tego czynu. Dochodzenie nie było kontynuowane. Po wyjściu ze szpitala Sosnkowski musiał przejść długą rekonwalescencję w jego majątku w Bukowcu, a także w Nicei, do której nieco później wyjechał z żoną. Łącznie powrót do pełnej sprawności zajął mu rok.

Czyn Sosnkowskiego część opinii publicznej oceniła jako desperacki akt żołnierza zmuszonego wybierać pomiędzy lojalnością wobec cenionego dowódcy i przyjaciela, jakim był Piłsudski, a koniecznością dochowania przysięgi wojskowej złożonej polskiemu rządowi. W obozie piłsudczykowskim nieudaną próbę samobójczą odebrano jednak jako kolejny dowód na brak lojalności generała. Pojawiły się również pogłoski, iż Sosnkowski sfingował samobójstwo – plotki takie były powodem krytykowania go, a nawet ośmieszania. Według Jadwigi Sosnkowskiej, szczególnie niechętni jej mężowi w otoczeniu marszałka pozostawali Józef Beck i Edward Śmigły-Rydz. Sam Sosnkowski nie chciał rozwodzić się na temat motywów swojego czynu. Jak pisał w 1965: 

Zawsze uważałem i nadal uważam, że mój dramat z dnia 13 maja 1926 roku stanowi sprawę dotyczącą jedynie Piłsudskiego i mnie, a wszelkie próby jej publicznego komentowania zakrawają na wdzieranie się z butami do mojej duszy. (...) prawdziwe motywy mego kroku na tle okoliczności towarzyszących jedynie ja sam podać byłbym w stanie.

Po wyleczeniu pod koniec 1926 osiadł z rodziną w Warszawie oraz wrócił do służby. 15 marca 1927 Prezydent RP Ignacy Mościcki zwolnił go ze stanowiska dowódcy Okręgu Korpusu Nr VII i mianował inspektorem armii z siedzibą w Warszawie. W czasie wojny był przewidziany na stanowisko dowódcy Armii „Podole”, a od 1928 – Armii „Polesie”. Pomimo rozluźnienia stosunków z Piłsudskim, w kolejnych latach zastępował marszałka podczas jego zagranicznych urlopów, pełniąc obowiązki Generalnego Inspektora Sił Zbrojnych w okresie od grudnia 1930 do marca 1931 (wyjazd Piłsudskiego na Maderę) oraz w marcu 1932 (urlop marszałka w Egipcie). Od 1928 był przewodniczącym Komitetu ds. Uzbrojenia i Sprzętu, będącego organem doradczym GISZ-u. Zaangażował się również w tworzenie planu strategicznego, który miał być realizowany w przypadku ataku ze wschodu. Wraz z żoną marszałka, Aleksandrą Piłsudską, był inicjatorem utworzenia Głównej Komisji dla Odznaczeń za Pracę Niepodległościową, przyznawanych w 10. rocznicę odzyskania niepodległości.
20 kwietnia 1929 przyszedł na świat trzeci syn Sosnkowskiego – Zygmunt Antoni.
6 listopada 1930 generał został odznaczony przez prezydenta Ignacego Mościckiego Krzyżem Niepodległości (jako jedna z pierwszych dziesięciu osób w Polsce). Zasiadał również w Komitecie tego orderu. Był także przewodniczącym Komisji Środowiskowej ds. odznaczenia członków Związki Walki Czynnej i Związku Strzeleckiego. Od 1932 Sosnkowski przewodniczył również Komitetowi Wyższej Szkoły Wojennej. Był autorem systemu kształcenia oficerów dyplomowanych. Brał udział w wielu ceremoniach wojskowo-politycznych, jednak nie był angażowany w bezpośrednią działalność polityczną na rzecz sanacji.
5 lutego 1932 urodził się czwarty syn Sosnkowskiego – Mieczysław Józef, a 6 kwietnia 1934 – piąty, Piotr.

12 kwietnia 1934 Sosnkowski wziął udział, na zaproszenie Piłsudskiego, w naradzie zwołanej w siedzibie Generalnego Inspektoratu Sił Zbrojnych. Jej tematem było określenie, który z sąsiadów Polski – ZSRR czy Niemcy – jest większym zagrożeniem dla niepodległości kraju. Generał przewidywał, że II RP bardziej zagraża Związek Radziecki, ale w dalszej perspektywie czasowej większe niebezpieczeństwo grozi ze strony III Rzeszy. W raporcie przekazanym Piłsudskiemu, Sosnkowski pisał: 

Nie widzę możliwości odbudowy militarnej potęgi Niemiec przed upływem lat mniej więcej dwudziestu. Wcześniej Rzesza miała się stać istotnie niebezpieczniejsza dla nas tylko w wypadku nieprawdopodobnych zmian w układzie stosunków międzynarodowych – całkowitej izolacji politycznej państwa polskiego. Parcie Niemiec na wschód jest koniecznością biologiczną – dlatego wojna nasza z Niemcami w dalszej perspektywie wydaje mi się nieuniknioną – chyba że sytuacja międzynarodowa rozwinie się w taki sposób, że dla Polski stanie się możliwe i pożyteczne współdziałanie z Niemcami na podstawie podziału sfery wpływów na wschodzie.

 Jego zdaniem, odsunięcie tego niebezpieczeństwa było możliwe poprzez zacieśnianie współpracy z Francją.
Na przełomie stycznia i lutego 1935, podczas polowania w Białowieży, Sosnkowski rozmawiał z Hermannem Göringiem. Premier Prus zaproponował wówczas Polsce antyradziecki sojusz. Zasugerował nawet możliwość wspólnej walki przeciwko ZSRR. O rozmowie tej Sosnkowski powiadomił Józefa Piłsudskiego i Józefa Becka.

### Po śmierci Piłsudskiego

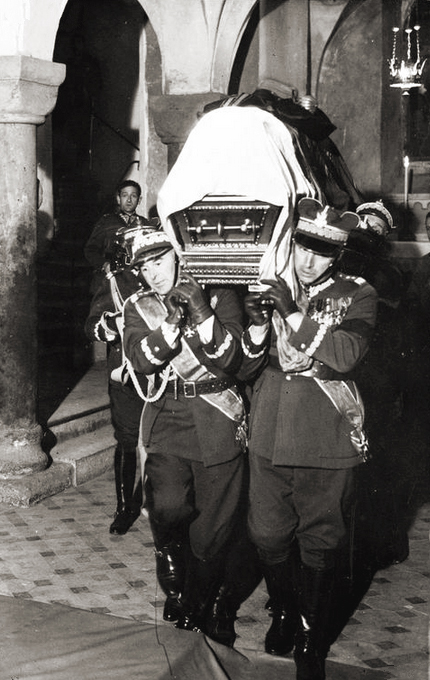
Generałowie znoszą trumnę z ciałem Józefa Piłsudskiego do krypty św. Leonarda podczas pogrzebu marszałka. Z przodu Edward Śmigły-Rydz i Kazimierz Sosnkowski

Tuż po śmierci Piłsudskiego, przez sporą część obozu sanacyjnego Sosnkowski był postrzegany jako naturalny następca marszałka w armii. Na kontynuatora działalności politycznej zmarłego typowany był natomiast Walery Sławek. Początkowo był on zwolennikiem objęcia przez Sosnkowskiego stanowiska Generalnego Inspektora Sił Zbrojnych. Odmienne zdanie miał prezydent Ignacy Mościcki, który forsował na tę funkcję generała Edwarda Śmigłego-Rydza. Najprawdopodobniej za wyborem tego ostatniego przeważył fakt, że Sosnkowski postrzegany był jako osoba o wyrazistych poglądach politycznych. Inaczej było ze Śmigłym-Rydzem, który oceniany był jako postać nie posiadająca politycznych ambicji. Ostatecznie Mościckiemu udało się przeforsować tę kandydaturę na szefa GISZ.
W maju 1935 został przewodniczącym komitetu pogrzebowego Józefa Piłsudskiego. Po śmierci marszałka Sosnkowski był wyraźnie odsuwany na boczny tor życia politycznego i wojskowego, choć miał zwolenników zarówno w obozie sanacyjnym, jak i pośród polityków opozycyjnych. M.in. Ignacy Matuszewski wysunął jego kandydaturę do objęcia stanowiska premiera, jednak została ona odrzucona przez Edwarda Śmigłego-Rydza, nowego Generalnego Inspektora Sił Zbrojnych. We wrześniu 1935 prezydent Mościcki zaproponował generałowi posadę ambasadora w Paryżu, jednak oferta ta nie została przyjęta. Sosnkowski odmówił, ponieważ nie zgadzał się z kierunkiem polskiej polityki zagranicznej, prowadzonej przez Józefa Becka. Próbował na nią wpływać, ale bezskutecznie.
W styczniu 1936 Sosnkowski brał udział w pogrzebie króla brytyjskiego Jerzego V w Londynie, gdzie reprezentował Wojsko Polskie. Wracając, gościł w Paryżu. Tam podjął półoficjalne rozmowy z przedstawicielami dowództwa armii francuskiej. Sosnkowski zaproponował współpracę wojskową w celu przeciwdziałaniu remilitaryzacji Nadrenii przez Niemcy. Zabiegał także o realizację wcześniej zawartych umów pożyczkowych.
W tym samym czasie osobę Sosnkowskiego na stanowisko szefa rządu zaproponowali Mościckiemu przedstawiciele kręgów katolickich skupieni wokół Przeglądu Powszechnego. Nieco później Adam Ronikier zwrócił się z podobnym pomysłem do liderów opozycji przebywających za granicą – Ignacego Paderewskiego i Władysława Sikorskiego. Proponował on desygnowanie Sosnkowskiego na premiera stojącego na czele rządu „zaufania narodowego”. Pomysł nie spotkał się z zainteresowaniem.
13 maja 1936 sam Sosnkowski, gdy rząd Mariana Zyndrama-Kościałkowskiego chylił się ku upadkowi, zaproponował własną osobę na stanowisko premiera. W łonie obozu sanacyjnego był rzecznikiem dialogu z opozycją, pragnął więc powołania gabinetu opartego na szerszej podstawie politycznej (aczkolwiek w ramach obozu piłsudczyków). Chciał także przeprowadzić reformy ekonomiczno-finansowe. Oferta Sosnkowskiego została odrzucona. Premierem został Felicjan Sławoj Składkowski.
10 listopada 1936, podczas pobytu na zagranicznym urlopie na Węgrzech, Sosnkowski został awansowany do stopnia generała broni. 5 września 1936 został kanclerzem Kapituły Orderu Odrodzenia Polski. W tym czasie utrzymywał kontakty z politykami tzw. Frontu Morges, jednocześnie pozostając w opozycyjnej względem Śmigłego-Rydza frakcji w obozie sanacyjnym – m.in. sprzeciwiał się zajęciu Zaolzia przez Polskę w momencie, gdy również III Rzesza wysuwa żądania terytorialne wobec Czechosłowacji.
W sierpniu 1939, ze względu na wzrastające zagrożenie niemiecką agresją na Polskę, Sosnkowski stworzył projekt utworzenia linii obrony w rejonie Wisły i Narwi. Dokument ten został przedłożony Śmigłemu-Rydzowi 25 sierpnia, jednak nie spotkał się z jego zainteresowaniem.

## Kampania wrześniowa 1939

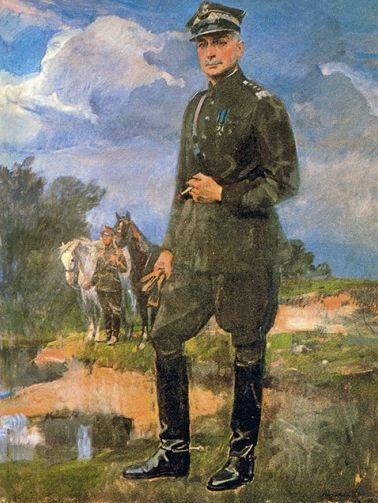
Portret Sosnkowskiego pędzla Wojciecha Kossaka z 1939

Odsunięty od przygotowań wojennych, po wybuchu wojny, do 10 września 1939 pozostawał bez przydziału wojennego, jako generał do zleceń Naczelnego Wodza. 6 września otrzymał od Śmigłego-Rydza propozycję objęcia stanowiska wicepremiera odpowiedzialnego za całokształt gospodarki wojennej. Nie przyjął tej propozycji, twierdząc, że mógłby wejść tylko w skład rządu jedności narodowej. Zamiast tego poprosił Rydza o powierzenie mu dowództwa nad obroną Warszawy. Spotkało się to z odmową, Sosnkowski otrzymał zadania łącznikowe z Armią „Karpaty” (od 6 września Armia „Małopolska”). Pomimo tego dokonał inspekcji sił broniących stolicy i nakazał pozostanie w mieście prezydentowi Warszawy Stefanowi Starzyńskiemu.
Był zwolennikiem odwrotu na południe (propozycję jego wykonania złożył już 3 września podczas spotkania ze Śmigłym-Rydzem, a następnie 9 września w rozmowie z Józefem Beckiem). Proponował utworzenie grupy armii w składzie Armii „Warszawa”, „Poznań”, „Pomorze” i „Łódź” celem maksymalnie długiego związania sił niemieckich w rejonie Warszawy i Kutna. Propozycja ta została odrzucona przez Naczelnego Wodza, prawdopodobnie ze względów ambicjonalnych (jedynym kandydatem na stanowisko projektowanej grupy armii był Sosnkowski, zaś wyznaczenie go na nie mogłoby sugerować, że marszałek przekazał mu naczelne dowództwo). W rezultacie działania w tym rejonie nie były skoordynowane, co przyczyniło się do klęski nad Bzurą.
10 września 1939 o godz. 22:30, w rozmowie telegraficznej (juzowej) z płk. dypl. Tadeuszem Klimeckim, został poinformowany o decyzji Naczelnego Wodza o mianowaniu go dowódcą grupy armii południowych (Frontu Południowego). Naczelny Wódz podporządkował mu Armię „Małopolska”, Armię „Kraków”, Dowództwo OK Nr VI oraz wszystkie oddziały wojskowe improwizowane w Małopolsce Wschodniej, a także wszystkie oddziały wojskowe przybywające transportami kolejowymi do Lwowa (między innymi Grupa Grodzieńska i 35 DP (rez.)). Wobec niemożności nawiązania kontaktu z innymi związkami operacyjnymi, Sosnkowski musiał się ograniczyć do dowodzenia Armią „Małopolska”, znajdującą się de facto w okrążeniu, do której dotarł pod Przemyśl drogą lotniczą (samolotem Lublin R-XIII 56 Eskadry Towarzyszącej). Znajdując się w rozpaczliwym położeniu operacyjnym, dowodził energicznie i przytomnie. Jako jeden z niewielu dowódców operacyjnych czasu wojny obronnej przyjął koncepcję dowodzenia aktywnego i agresywnego, dążąc do bitwy, a nie unikając jej.
Kilkakrotnie przełamał niemieckie okrążenia, kierując się w stronę Lwowa. Stoczył szereg zwycięskich walk (Bitwa pod Jaworowem), w tym w nocy z 15 na 16 września w Mużyłowicach i Czarnokońcach koło Sądowej Wiszni, w której rozbił elitarny pułk zmotoryzowany SS-Standarte „Germania”. W niektórych starciach generał walczył sam z karabinem w ręku. Bitwy w lasach janowskich doprowadziły ostatecznie do całkowitego wyczerpania możliwości działania operacyjnego sił dowodzonych przez Sosnkowskiego. 22 września, w trakcie przebijania się do Lwowa, został on odcięty przez wojska sowieckie od resztek swoich jednostek w rejonie Brzuchowic. Widząc bezsens dalszych walk (wobec kapitulacji Lwowa przed Armią Czerwoną), nakazał swym żołnierzom rozproszenie się i przedzieranie się na Węgry. W cywilnym przebraniu i pod przybraną tożsamością, jako warszawski urzędnik Wacław Stelmaszczuk, przedostał się przez tereny okupowane przez Armię Czerwoną przez Karpaty Wschodnie, po czym 30 września 1939 wyruszył z Doliny i 4 października 1939 przekroczył granicę polsko-węgierską (wraz z nim m.in. płk Franciszek Demel). Dalej przez Węgry i Szwajcarię dotarł do Francji.

## Działalność na uchodźstwie od 1940
Pomimo piłsudczykowskiego rodowodu, generał Sosnkowski był szanowany także przez siły opozycyjne względem rządów sanacji. Z tego powodu jego kandydatura na emigracyjnego prezydenta była forsowana przez polskiego ambasadora w Paryżu, Juliusza Łukasiewicza. Ignacy Mościcki nie mógł zlokalizować jednak jego miejsca pobytu, przez co zdecydował się wskazać jako swego następcę Władysława Raczkiewicza, jednocześnie funkcję premiera i dowództwo armii powierzając Władysławowi Sikorskiemu. 11 października 1939 Sosnkowski pojawił się w Paryżu. Prezydent Raczkiewicz chciał jeszcze tego samego dnia przekazać mu swój urząd. Jednak generał nie zgodził się na to, nie chcąc powodować zamieszania, które negatywnie odbiłoby się na relacjach polsko-francuskich (byłaby to druga zmiana głowy państwa w krótkim czasie, w warunkach emigracyjnych). Również Sikorski nie chciał zrzec się na rzecz Sosnkowskiego urzędu premiera. Mianował za to Sosnkowskiego ministrem bez teki. 16 października 1939 generał został za to przez Raczkiewicza ogłoszony następcą prezydenta RP (zgodnie z postanowieniami konstytucji kwietniowej). 8 listopada 1939 Sosnkowski objął stanowisko przewodniczącego Komitetu Rady Ministrów ds. Kraju.

### Komendant główny Związku Walki Zbrojnej
W tym czasie działał również w zakresie organizacji konspiracyjnych sił zbrojnych w okupowanym kraju. 13 listopada został mianowany przez Sikorskiego komendantem głównym Związku Walki Zbrojnej (ZWZ), który zastąpił rozwiązaną piłsudczykowską organizację – Służbę Zwycięstwu Polski. Tym samym Sosnkowski objął stanowisko zastępcy Naczelnego Wodza. Nominacja ta oznaczała zneutralizowanie przez Sikorskiego jego największego rywala – potencjalnie groźnego przeciwnika politycznego. Była jednak także decyzją właściwą i próbą wzniesienia się ponad podziały. Kierując ZWZ, posługując się pseudonimem Józef Godziemba, generał Sosnkowski opracował zasady ideowe organizacji, jej finansowania, łączności z rządem londyńskim, a także stworzył jej struktury organizacyjne, regulamin i plan działań. Dostrzegał – wbrew Sikorskiemu – konieczność przeniesienia Komendy Głównej ZWZ do Kraju, dla usprawnienia kierowania organizacją, co nastąpiło ostatecznie 30 czerwca 1940 na mocy rozkazu Naczelnego Wodza.
Sosnkowski sprzeciwiał się odsuwaniu od funkcji w wojsku i administracji rządu emigracyjnego osób związanych przed wojną z obozem piłsudczykowskim, przez co był stopniowo marginalizowany. Jego przeciwnikiem był w tym czasie wicepremier Stanisław Kot, jak również przedstawiciele Stronnictwa Pracy. Ich niezadowolenie budził także fakt, że generał wysłał do kraju związanego z sanacją Władysława Gieysztora, który miał przekazać tamtejszemu kierownictwu ZWZ instrukcje od komendanta głównego. Sosnkowskiemu zarzucano także niesprawiedliwy podział funduszy, czy utrudnianie łączności z krajem. Skutkiem tych napięć było złożenie przez Sosnkowskiego 21 lutego 1940 dymisji z pełnienia funkcji komendanta głównego ZWZ. Nie została ona jednak przyjęta przez Sikorskiego. Nieco później premier zaproponował generałowi objęcie stanowiska ambasadora w USA (protest wobec tych planów zgłosili jednak Kot i Herman Lieberman), a potem także w Turcji (tamtejszy rząd nie wyraził jednak zgody na odwołanie dotychczasowego ambasadora – Michała Sokolnickiego).
W czerwcu 1940, w obliczu upadku Francji, Sosnkowski zaangażowany został w ewakuację sił polskich do Wielkiej Brytanii. W Londynie znalazł się 21 czerwca. W lipcu otrzymał od prezydenta Raczkiewicza ofertę zastąpienia Sikorskiego na stanowisku szefa rządu, którą jednak odrzucił. Sosnkowski uczynił tak najprawdopodobniej dlatego, że uświadamiał sobie, iż jest postrzegany jako czołowa postać obozu piłsudczykowskiego i ma małe szanse na poparcie ministrów z ugrupowań socjalistycznych. Zamiast tego podjął się mediacji pomiędzy Sikorskim a Raczkiewiczem, dzięki czemu ten pierwszy pozostał premierem. Jesienią 1940, pomimo narastającego konfliktu pomiędzy Sosnkowskim a przedstawicielami większości partii politycznych (zwłaszcza ze Stronnictwa Ludowego) wchodzących w skład rządu, Sikorski zaproponował mu objęcie stanowiska ministra spraw zagranicznych (sprawowanego wówczas przez Augusta Zaleskiego). Oferta ta została odrzucona, podobnie jak kolejna już propozycja objęcia przezeń stanowiska prezydenta. Zamiast tego został przewodniczącym Komitetu Politycznego Rady Ministrów.
Jesienią 1940 zaostrzył się konflikt Sosnkowskiego z Kotem, piastującym stanowisko ministra spraw wewnętrznych. Po utworzeniu Delegatury Rządu na Kraj określenia wymagały stosunki pomiędzy nowym podmiotem a ZWZ. Generał nie chciał podporządkowania podziemnych sił zbrojnych czynnikom politycznym, jak również sprzeciwiał się kontrolowaniu przez ministra spraw wewnętrznych baz łączności z krajem. Jednocześnie Sosnkowski angażował się w prace nad projektem konfederacji polsko-czechosłowackiej. Był przewodniczącym polskiej delegacji w Komitecie Koordynacji, tworzącym plan zbliżenia obu podmiotów państwowych. Generał był również współautorem projektu Aktu Konstytucyjnego Związku Polsko-Czechosłowackiego, powstałego wiosną 1941. Za swe starania na rzecz zbliżenia Polski i Czechosłowacji, został odznaczony przez prezydenta Wielką Wstęgą Orderu Lwa Białego. W tym czasie Sosnkowski pracował także nad werbunkiem Polaków do Polskich Sił Zbrojnych w Ameryce Północnej. W razie ich utworzenia, miał objąć dowództwo nad polskimi oddziałami w Kanadzie.
Po wybuchu bitwy o Anglię generał i jego żona jako wolontariusze zgłosili się do doraźnej straży ogniowej gasząc pożary. 12 maja 1941, podczas niemieckiego nalotu bombowego na Londyn, generał Kazimierz Sosnkowski został ciężko ranny. Operację i rekonwalescencję przeszedł w szpitalu w Aberfeldy w Szkocji. W jej trakcie bez powodzenia usiłowano mu operacyjnie usunąć odłamek bomby lotniczej, który utkwił w jednym z kręgów szyjnych. Z tego powodu pojawiła się u niego sztywność jednego z palców u ręki – uniemożliwiło to generałowi ulubioną grę na fortepianie. Po wyleczeniu wrócił do Londynu.
Sosnkowski sprzeciwiał się rozmowom rządu polskiego ze Związkiem Radzieckim. Protestował także przeciwko przygotowywanemu porozumieniu z Kremlem, czego wyrazem była jego dymisja z rządu emigracyjnego, złożona 25 lipca 1941. Był to wyraz sprzeciwu wobec planowanego podpisania układu Sikorski-Majski. Podobnie postąpili August Zaleski i Marian Seyda. Rezygnacja ta została przyjęta przez Sikorskiego, który dodatkowo pozbawił generała stanowiska szefa Związku Walki Zbrojnej (choć ten zrezygnował jedynie z funkcji ministerialnej), a także zlikwidował jego biuro, włączając je do Sztabu Naczelnego Wodza. Sam Sosnkowski poprosił o przydział do walki w kraju, ale jego prośba nie została spełniona. W obliczu tych wydarzeń, generał zgłosił prezydentowi chęć utworzenia rządu, w którym mieliby znaleźć się przedstawiciele części PPS i ludowców, piłsudczyków oraz endecji. Raczkiewicz zlecił Sosnkowskiemu przeprowadzenie rozmów i konsultacji w tej sprawie. Ostatecznie jednak pomysł ten został odrzucony 3 sierpnia 1941. Wkrótce potem Sikorski próbował nakłonić generała cieszącego się sporym poparciem (zwłaszcza pośród piłsudczyków i socjalistów, a także kręgów konspiracyjnych w kraju) do powrotu do rządu. Propozycje takie złożył dwukrotnie (16 i 27 sierpnia 1941), jednak warunkiem miała być pisemna zgoda Sosnkowskiego na politykę rządu. Również i te oferty nie zostały przyjęte. W kolejnych miesiącach Sosnkowski otrzymał propozycje objęcia stanowiska ambasadora w USA, Chinach i Brazylii. Za każdym jednak razem warunkiem było oświadczenie o akceptacji polityki rządu, na co generał nie chciał się zgodzić. Zamiast tego bezskutecznie prosił o przydzielenie mu stanowiska czysto wojskowego i skierowanie do działań liniowych. Jak deklarował, zgodziłby się nawet na obniżenie stopnia wojskowego na czas pełnienia funkcji.

Od momentu złożenia rezygnacji, Sosnkowski stał się faktycznym przywódcą emigracyjnej opozycji wobec rządów gen. Sikorskiego, potem także Stanisława Mikołajczyka, a także głównym oponentem wobec polityki rządu emigracyjnego względem ZSRR. Jak pisał Evan McGilvray na temat stosunków pomiędzy Sikorskim i Sosnkowskim: 

O rywalizacji między tymi dwoma polskimi politykami wiedziały brytyjskie służby specjalne i tak ich scharakteryzowały: Sikorski to człowiek próżny, pragnący być w centrum wydarzeń, natomiast Sosnkowski jest raczej skromny i kryształowo uczciwy. Sikorski jest o niego zazdrosny, więc dopóki pełni urząd premiera, Sosnkowski pozostanie na uboczu.

 Do 8 lipca 1943 generał Sosnkowski nie pełnił poważniejszych funkcji. W okresie tym przygotował pracę Cieniom Września poświęconą swojej działalności we wrześniu 1939.

### Naczelny Wódz

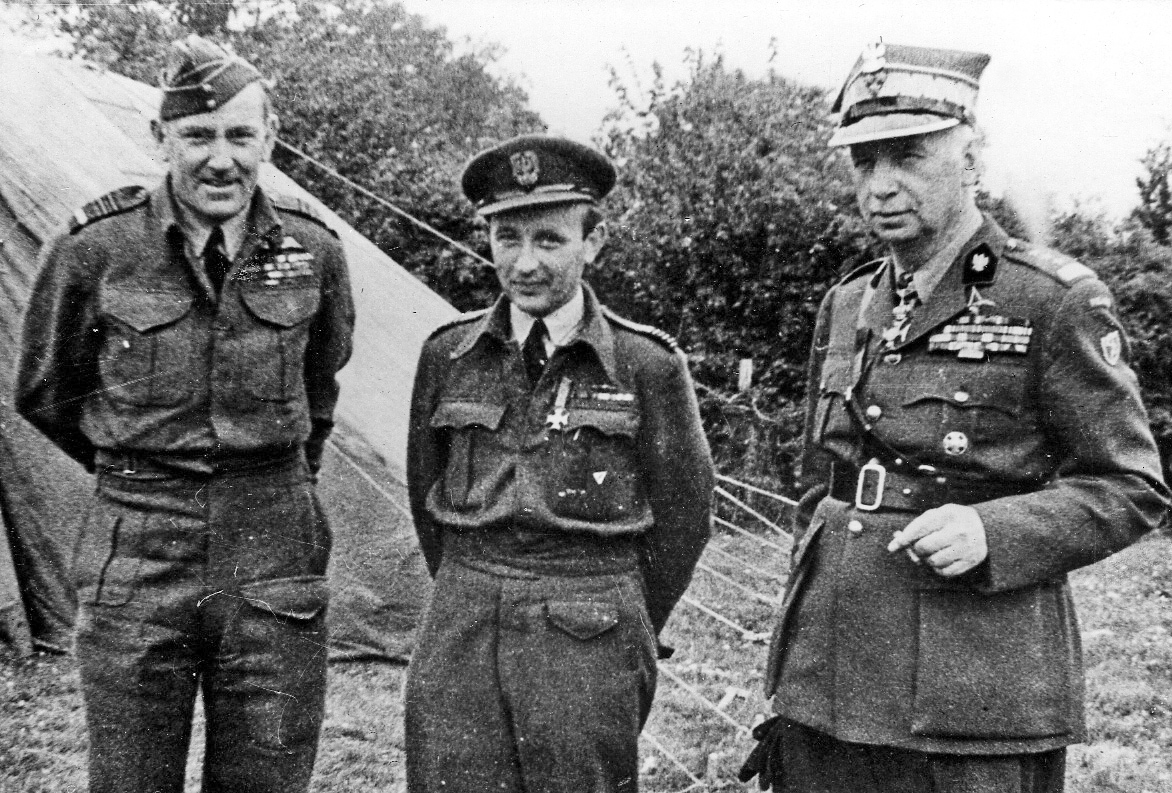
Dekoracja kpt. Stanisława Skalskiego Krzyżem Orderu Virtuti Militari IV klasy przez gen. Sosnkowskiego w 1943

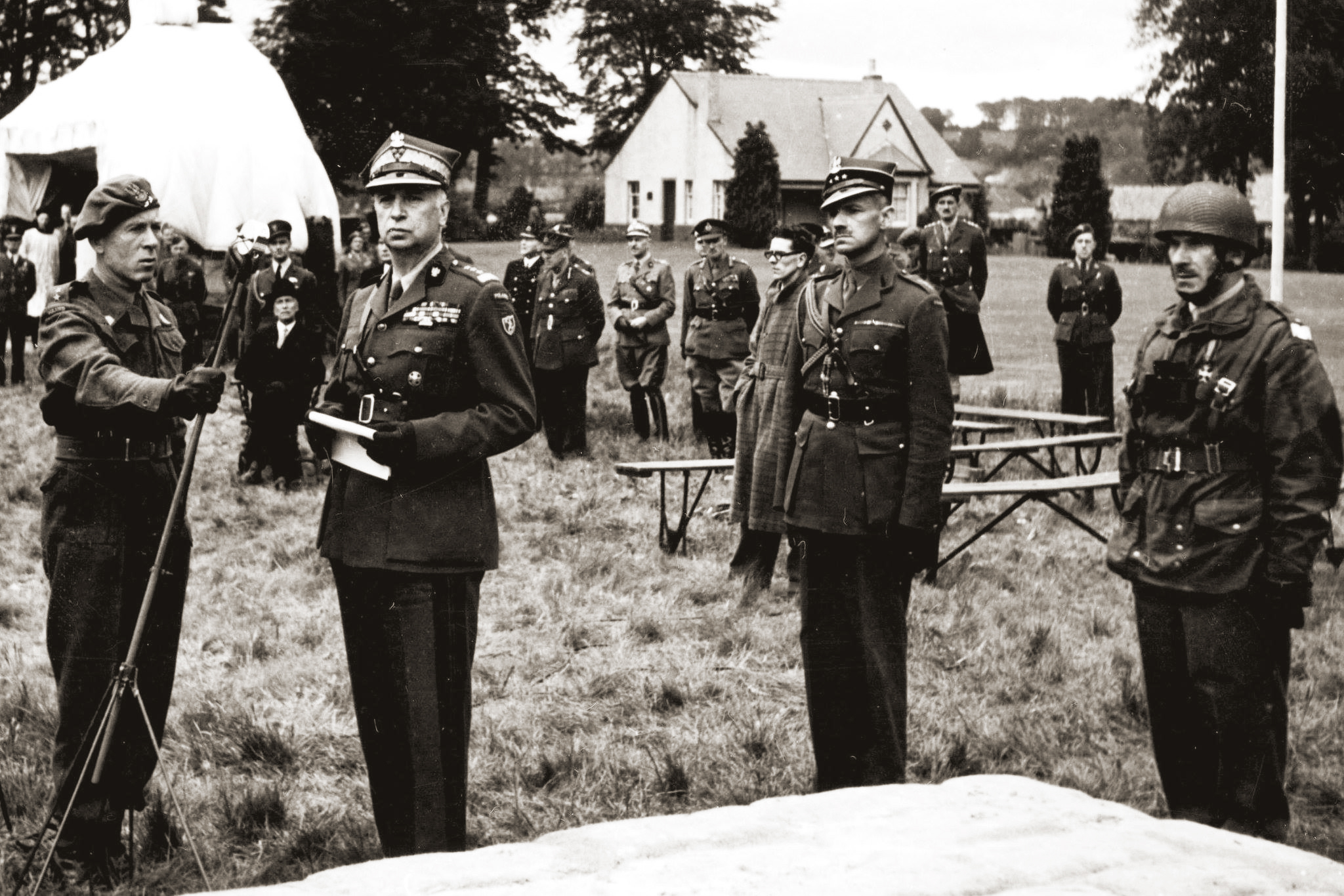
Gen. Kazimierz Sosnkowski i płk. Stanisław Sosabowski podczas przeglądu żołnierzy 1 Samodzielnej Brygady Spadochronowej

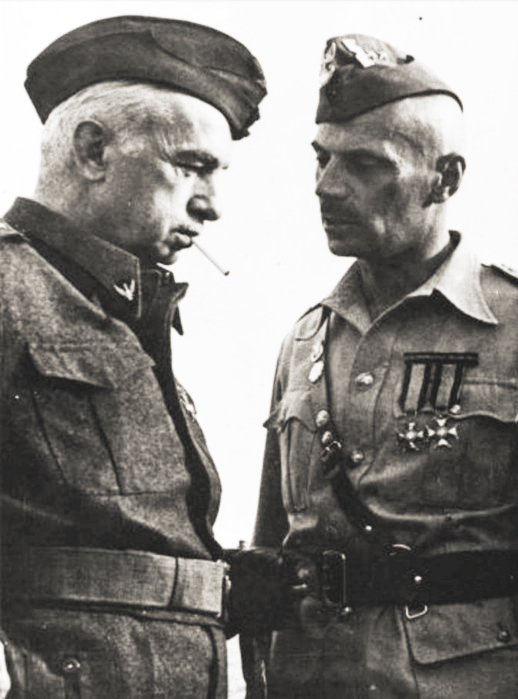
Kazimierz Sosnkowski i Władysław Anders 1944

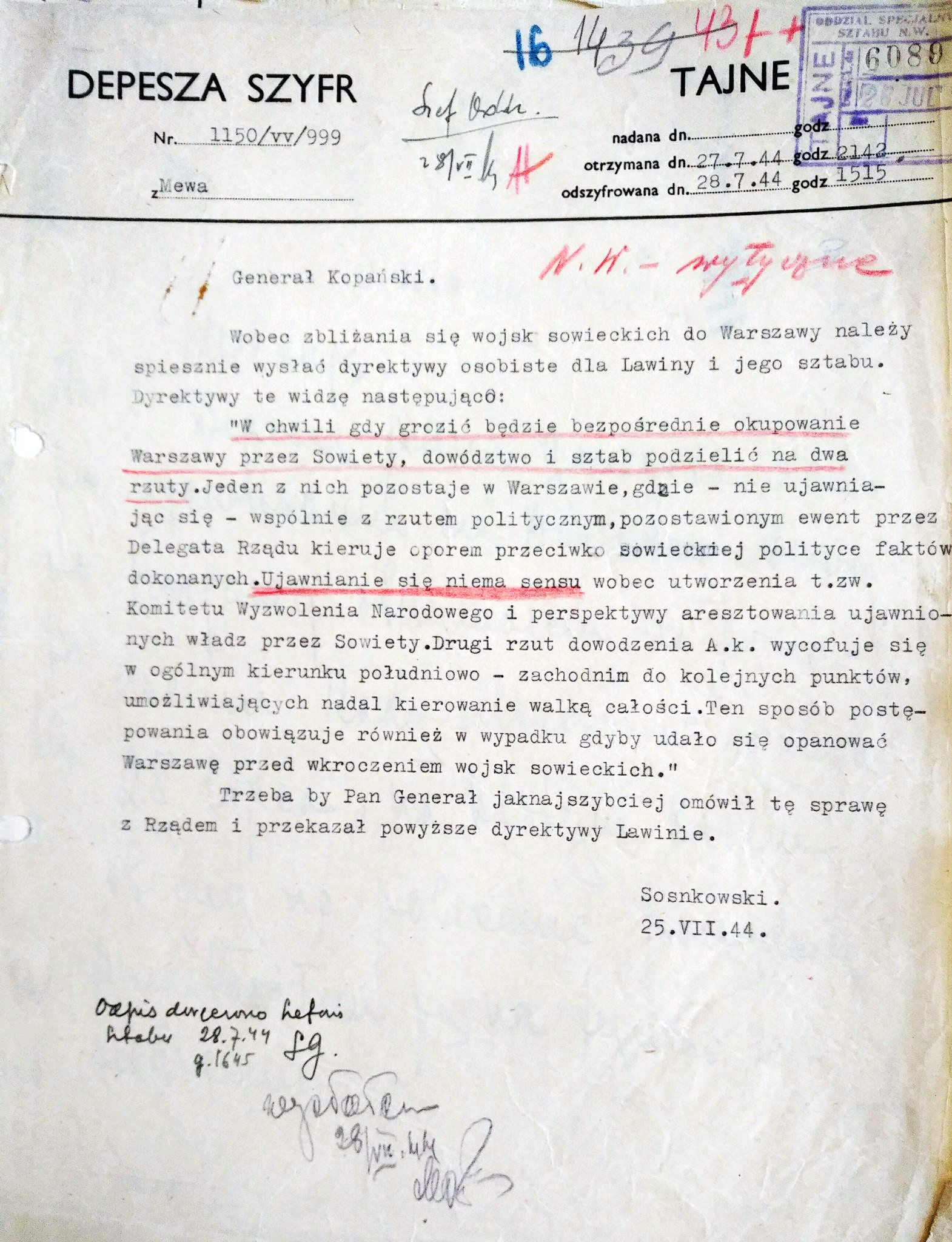
Depesza Naczelnego Wodza gen. Kazimierza Sosnkowskiego z 25 lipca 1944 do szefa sztabu NW gen. Stanisława Kopańskiego z dyrektywami dla dowódcy Armii Krajowej gen. Tadeusza Komorowskiego – „Bora” w związku z utworzeniem Polskiego Komitetu Wyzwolenia Narodowego

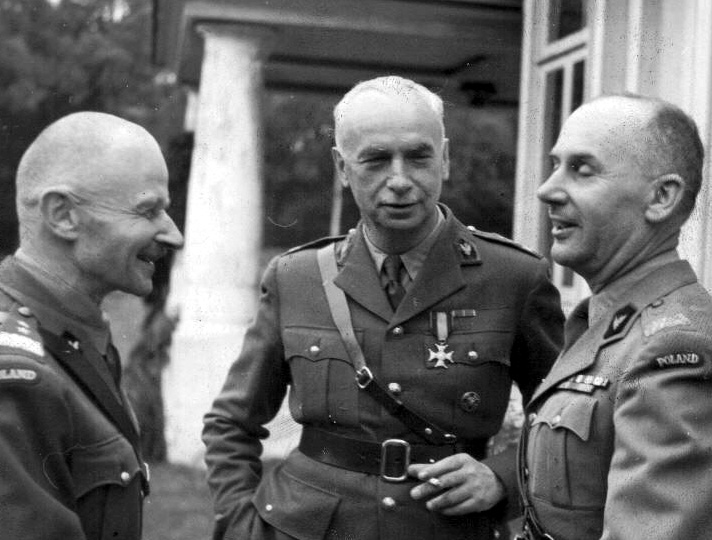
Marian Kukiel, Kazimierz Sosnkowski i Stanisław Kopański w 1944

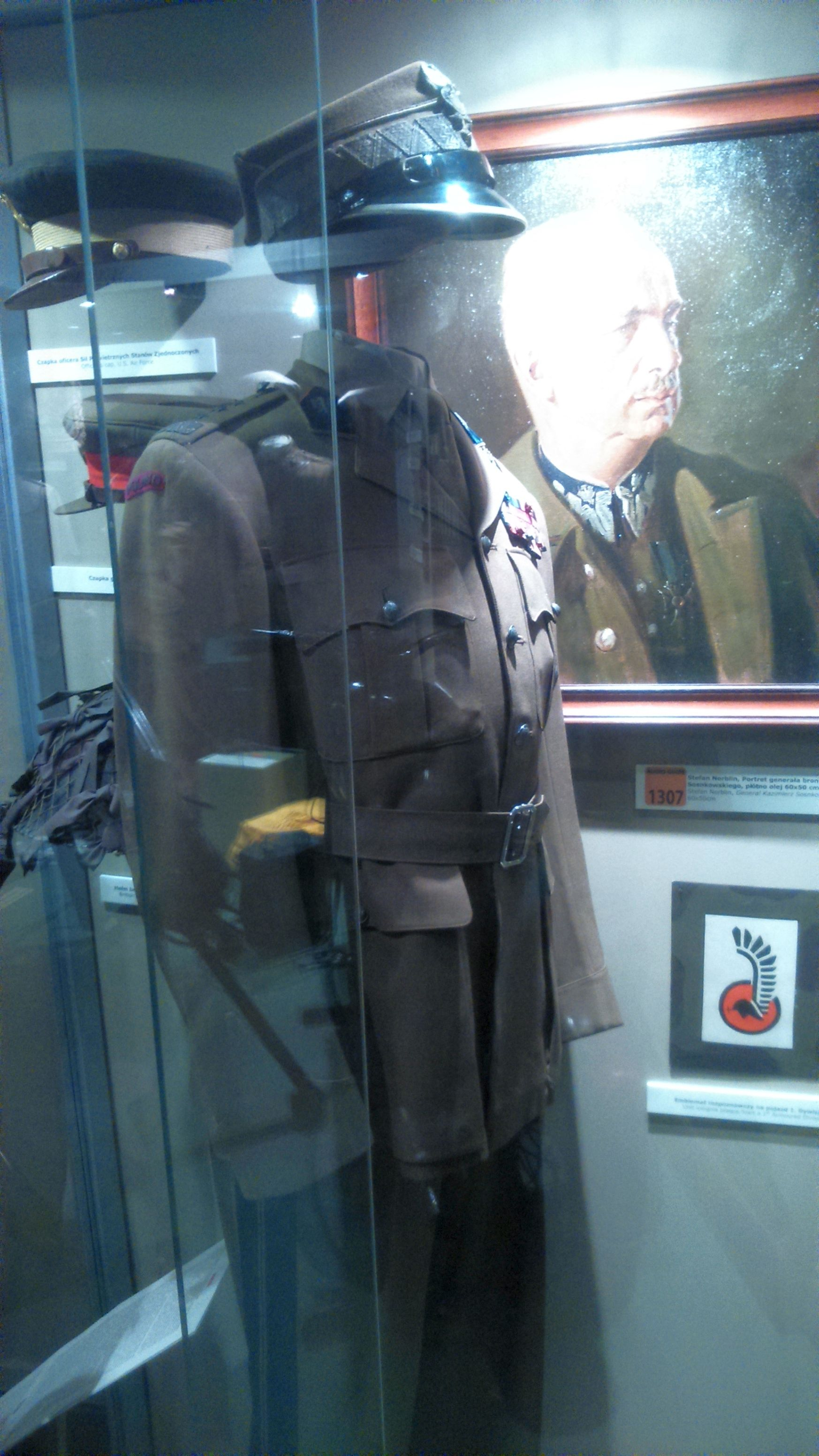
Mundur generała Kazimierza Sosnkowskiego, Naczelnego Wodza Polskich Sił Zbrojnych w Muzeum Wojska Polskiego w Warszawie (na drugim planie portret generała pędzla Stefana Norblina z 1938)

Po tragicznej śmierci gen. broni Władysława Sikorskiego w katastrofie lotniczej w Gibraltarze, Sosnkowski stał się najpoważniejszym kandydatem do objęcia stanowiska Naczelnego Wodza Polskich Sił Zbrojnych. Siły opozycyjne względem generała proponowały gen. Władysława Andersa lub gen. Stanisława Kopańskiego. Ostatecznie jednak, w imieniu rządu kandydaturę Sosnkowskiego na Naczelnego Wodza wysunął gen. Marian Kukiel. Podczas negocjacji z prezydentem Raczkiewiczem, Sosnkowski postawił dwa warunki objęcia tego stanowiska. Domagał się powołania rządu pełnej jedności narodowej (do którego mieli wejść także piłsudczycy) oraz nominacji na premiera dla osoby, która nie była do niego wrogo nastawiona. Raczkiewicz oba warunki przyjął i 8 lipca 1943 podpisał dekret mianujący Sosnkowskiego Naczelnym Wodzem. Wzbudziło to duże niezadowolenie rządu brytyjskiego. Wkrótce potem okazało się, że Raczkiewicz nie dotrzymał danego słowa – rząd jedności narodowej nie powstał, a na premiera desygnował wrogiego generałowi Stanisława Mikołajczyka.
Sosnkowski często inspirował i zachęcał dowództwo Armii Krajowej w kraju do ignorowania instrukcji Rządu RP na uchodźstwie. Zarzucano mu przygotowywanie buntu w wojsku w razie porozumienia premiera Mikołajczyka ze Stalinem w kwestii wspólnego z komunistami rządu oraz uznania granicy na linii Curzona. Sam Naczelny Wódz dążył do tego, aby poszerzyć rząd również o przedstawicieli dawnych środowisk sanacyjnych, postulując zakończenie ich izolacji, do czego przekonywał prezydenta Raczkiewicza. Anulował także decyzje Sikorskiego o odsunięciu części oficerów, odrzuconych przez niego ze względu na poglądy polityczne. Działania te wywołały gwałtowne ataki na Sosnkowskiego ze strony jego przeciwników na łamach polskiej prasy emigracyjnej. Protestowano m.in. przeciwko łączeniu przez generała stanowiska Naczelnego Wodza i następcy prezydenta. Postulowano, aby tę drugą funkcję przyznać politykowi znajdującemu się w kraju.
Jako Naczelny Wódz, Sosnkowski był aktywny w wizytowaniu podległych mu jednostek wojskowych, udało mu się także zwiększyć zaopatrzenie dla Armii Krajowej ze strony sojuszników. Przeprowadził również reorganizację systemu dowodzenia Polskich Sił Zbrojnych w Wielkiej Brytanii, dokonując też zmian w kadrze dowódczej. Po zaaresztowaniu przez Niemców Stefana Grota-Roweckiego, na nowego komendanta AK mianował generała Tadeusza Bora-Komorowskiego. Działania te wzmogły krytykę ze strony części środowisk emigracyjnych – pojawiły się pomysły zlikwidowania stanowiska Naczelnego Wodza i utworzenia w jego miejsce organu kolektywnego. Również ZSRR był mu niechętny – w październiku 1943 Sosnkowski został skrytykowany podczas spotkania brytyjskiego ministra spraw zagranicznych Anthony’ego Edena z wicepremierem ZSRR Wiaczesławem Mołotowem.
Naczelny Wódz opowiadał się przeciwko ujawnianiu się polskiego podziemia na ziemiach II RP zajmowanych przez Armię Czerwoną. Stwierdzał, że w przypadku wybuchu powstania w Warszawie, straty będą ogromne, i że nie miałyby politycznego efektu. Pomimo tego, 27 października 1943 uchwalono wspólną instrukcję rządu i Naczelnego Wodza, w której nie wykluczano powstania, jednak jedynie w przypadku sprzyjających okoliczności politycznych i strategicznych. Zakładano pisemne porozumienie polsko-radzieckie na ten temat. W przypadku jego braku, przewidywano tylko akcje dywersyjne przeciwko Niemcom. Pomimo niechętnego stanowiska Sosnkowskiego, 20 listopada dowództwo AK dopuściło ujawnianie się i współdziałanie z Armią Czerwoną, co ostatecznie zostało zaakceptowane przez Naczelnego Wodza.
Od 3 do 18 grudnia Sosnkowski wizytował jednostki polskie na Bliskim Wschodzie. W tym czasie spotkał się w Algierze z generałem Dwightem Eisenhowerem, a w Kairze z generałem Władysławem Andersem, dowódcą 2 Korpusu Polskiego. Planował jego reorganizację. Plany te zostały odebrane przez Brytyjczyków jako próba opóźnienia włączenia 2 Korpusu do walki, przez co pozostały niezrealizowane. W tym czasie był negatywnie oceniany zarówno przez Stalina, jak i władze brytyjskie (13 lipca 1944 premier Winston Churchill w depeszy wysłanej do Stalina obiecał wpłynięcie na polski rząd w celu usunięcia Sosnkowskiego z zajmowanego stanowiska). Efektem tego była m.in. podjęta przez niego pod naciskiem aliantów decyzja o przekazaniu 1 Samodzielnej Brygady Spadochronowej do dyspozycji naczelnego dowództwa sprzymierzonych, wydana w marcu 1944. Również pośród polskich środowisk emigracyjnych pozycja Sosnkowskiego słabła – powstała Rada Obrony Państwa (która miała w przyszłości przejąć zadania sprawowane przez Naczelnego Wodza), a 22 maja 1944 rząd podjął decyzję o rozdzieleniu stanowiska Naczelnego Wodza i następcy prezydenta RP. Zwolennikami Sosnkowskiego pozostawała grupa polityków związanych z obozem piłsudczykowskim: prezydent Władysław Raczkiewicz, Ignacy Matuszewski (przebywający w USA), czy Stanisław Cat-Mackiewicz (autor broszury popierającej generała, zatytułowanej Sosnkowski).
3 lipca podczas narady z udziałem Mikołajczyka i Kukiela Sosnkowski stwierdził odnośnie do planów powstania w kraju, że w zaistniałych warunkach trudno sobie wyobrazić możność opanowania większego obszaru lub poważniejszego centrum na czas dłuższy niż parę dni, potem zaś nieuniknionym skutkiem podobnej próby byłaby powszechna rzeź ludności polskiej. Sosnkowski twierdził, że poza ustaloną formułę o wzmożonej akcji dywersyjnej wyjść w danych warunkach nie można, a powstanie bez uprzedniego porozumienia z ZSRR na godziwych podstawach byłoby „politycznie nieusprawiedliwione zaś bez uczciwego i prawdziwego współdziałania z Armią Czerwoną byłoby pod względem wojskowym niczym innym jak aktem rozpaczy”.
11 lipca 1944 Sosnkowski udał się do Włoch, gdzie wizytował 2 Korpus Polski generała Andersa. Obiecał wprawdzie natychmiastowy powrót w razie nagłej konieczności, niemniej jednak od tego momentu przestał praktycznie uczestniczyć w wymianie korespondencji między Warszawą a Londynem, gdyż Sztab Naczelnego Wodza nie miał bezpośredniej łączności radiowej z II Korpusem. Stało się tak z powodu braku zgody władz brytyjskich na to aby była ona utrzymywana z oddziałami Polskich Sił Zbrojnych na Zachodzie biorącymi udział w akcji bojowej i wchodzącymi bezpośrednio w skład sił alianckich.
Podczas pobytu we Włoszech Sosnkowski bezskutecznie próbował przekonać Andersa do swej polityki. Według niektórych relacji, w tym czasie Naczelny Wódz, przeczuwając, że premier Mikołajczyk pójdzie na ustępstwa terytorialne wobec ZSRR podczas wizyty w Moskwie, chciał nakłonić Andersa do wypowiedzenia posłuszeństwa rządowi. Sugestia ta miała jednak spotkać się z odmową. Nieco później Sosnowski uczestniczył w audiencji u papieża Piusa XII.
To że Naczelny Wódz przebywał we Włoszech doprowadziło do sytuacji w której utracił on kontrolę nad działaniami AK w kraju. Jednocześnie Naczelny Wódz wysyłał do kraju rozkazy adresowane do dowództwa Armii Krajowej, w których opowiadał się przeciwko wywołaniu powstania i ujawnianiu się wobec wkraczającej Armii Czerwonej. Depesze te, przechodząc przez Londyn, nie docierały jednak do Polski lub były odbierane w zniekształconej formie. W wiadomości z 28 lipca 1944 Sosnkowski nazwał powstanie zbrojne, do którego przygotowywała się Armia Krajowa aktem pozbawionym politycznego sensu, mogącym pociągnąć za sobą niepotrzebne ofiary. Wiadomość ta dotarła do kraju dopiero 1 sierpnia. Wcześniej Naczelny Wódz przestrzegał przed szukaniem analogii do sytuacji u schyłku I wojny światowej, kiedy to powstania zbrojne okazały się skuteczne w walce z rozbitym wrogiem. Sosnkowski zaznaczał, że zryw zbrojny bez porozumienia i współdziałania z ZSRR byłby skazany na niepowodzenie. Podkreślał jednak, że warunki te mogą się zmienić, a więc należy nadal zachować możliwość uruchomienia powstania. Naczelny Wódz zastrzegał także, iż jeśli ze względu na szczęśliwy zbieg okoliczności po wycofaniu się Niemców, a przed wkroczeniem Armii Czerwonej powstaną szanse choćby przejściowego i krótkotrwałego opanowania przez nas Wilna, Lwowa, innego większego centrum lub pewnego ograniczonego niewielkiego choćby obszaru – należy to uczynić i wystąpić w roli pełnoprawnego gospodarza. Sosnkowski nie wydał zatem kategorycznego zakazu wszczynania zbrojnego powstania, czego domagał się od niego gen. Anders, choć wzywał gen. Komorowskiego do zaniechania wszelkich inicjatyw nadających „Burzy” cechy i formy powstania. Jego depesza do Bora-Komorowskiego z 29 lipca 1944, w której pisał, że jest bezwzględnie przeciwny powszechnemu powstaniu, została przekazana do kraju ze sporym opóźnieniem (dotarła dopiero 6 sierpnia). Jednak 6 sierpnia 1944 Sosnkowski stwierdził wobec gen. Stanisława Kopańskiego i gen. Tatara, że nie był wrogiem akcji czynnej w Warszawie. Jednocześnie, prowadzący politykę zbliżenia z ZSRR, premier Mikołajczyk, przed wylotem na rozmowy do Moskwy, 30 lipca upoważnił dowództwo AK do rozpoczęcia powstania.

1 sierpnia 1944 prezydent Raczkiewicz wydał dekret, w którym zmienił swego następcę. Został nim Tomasz Arciszewski. Po wybuchu powstania warszawskiego, Sosnkowski wrócił do Londynu, gdzie zabiegał o pomoc aliancką dla powstańców – rozmawiał na ten temat m.in. z brytyjskim szefem sztaby Alanem Brooke oraz ministrem lotnictwa, Archibaldem Sinclairem (Naczelny Wódz chciał przerzucenia 1 Samodzielnej Brygady Spadochronowej na pomoc walczącej stolicy). Nie mogąc jej uzyskać, postanowił wyjechać do kraju, aby przyłączyć się do walki z Niemcami. 20 sierpnia 1944 w liście do prezydenta Władysława Raczkiewicza ujawnił, że planuje wykonać skok na spadochronie do walczącej Warszawy. Była to forma sprzeciwu wobec stosunku sprzymierzonych do powstania warszawskiego. Gdy i to okazało się niemożliwe, zarzucił zachodnim aliantom złamanie umów sojuszniczych. 1 września 1944 Sosnkowski wydał rozkaz nr 19 do żołnierzy Armii Krajowej, w którym pisał: 

Pięć lat minęło od dnia, gdy Polska, wysłuchawszy zachęty Rządu brytyjskiego i otrzymawszy jego gwarancje, stanęła do samotnej walki z potęgą niemiecką. (...) Od miesiąca bojownicy Armii Krajowej pospołu z ludem Warszawy krwawią się samotnie na barykadach ulicznych w nieubłaganych zapasach z olbrzymią przewagą przeciwnika. Samotność kampanii wrześniowej i samotność obecnej bitwy o Warszawę są to dwie rzeczy zgoła odmienne. Lud Warszawy, pozostawiony samym sobie i opuszczony na froncie wspólnego boju z Niemcami – oto tragiczna i potworna zagadka, której my, Polacy, odcyfrować nie umiemy na tle technicznej potęgi Sprzymierzonych u schyłku piątego roku wojny. Nie umiemy dlatego, że nie straciliśmy jeszcze wiary, że światem rządzą prawa moralne. Nie umiemy, bo uwierzyć nie jesteśmy w stanie, że oportunizm ludzki w obliczu siły fizycznej mógłby posunąć się tak daleko, aby patrzeć obojętnie na agonię stolicy tego kraju, którego żołnierze tyle innych stolic własną piersią osłonili. (...) Jeśli ludność stolicy dla braku pomocy zginąć by musiała pod gruzami swych domów, jeśli by przez bierność, obojętność czy zimne wyrachowania wydana została na rzeź masową – wówczas sumienie świata obciążone będzie grzechem krzywdy straszliwej i w dziejach niebywałej. (...) My tutaj czynimy dalsze wysiłki, aby uruchomić pomoc dla Was. Otrzymujemy wciąż jeszcze obietnice i przypuszczenia. Wierzymy w nie i ufamy, że wiara ta nie będzie odebrana Polskim Siłom Zbrojnym.

Rozkaz nr 19 do żołnierzy AK, odczytany przez radio, wywołał oburzenie wśród aliantów. Premier Mikołajczyk nazwał słowa generała wodą na młyn propagandy niemieckiej i zażądał jego odwołania ze stanowiska Naczelnego Wodza. 4 września wniosek w tej sprawie trafił na posiedzenie polskiej Rady Ministrów. 7 września, podczas obrad rządu, Mikołajczyk stwierdził, iż rozkaz nr 19 stworzył niebezpieczeństwo wypowiedzenia posłuszeństwa przez wojsko i stanowił dokument obrażający uczucia narodu polskiego. Wkrótce potem rząd wydał komunikat, w którym oświadczył, iż nie solidaryzuje się w szczególności ze wstępem do rozkazu naczelnego wodza z 1 września 1944 roku.
14 września generał Sosnkowski poinformował dowódcę II Korpusu gen. Andersa o planach premiera Mikołajczyka odrzucenia Konstytucji z 1935 i powołania wspólnego rządu z PKWN stwierdzając, że w wypadku gdyby doszło do wyjazdu Mikołajczyka do kraju w imieniu Sił Zbrojnych wypowie posłuszeństwo rządowi jako rządowi kapitulacji. 22 września rząd Mikołajczyka zwrócił się do prezydenta z wnioskiem o usunięcie generała Sosnkowskiego ze stanowiska Naczelnego Wodza. Mimo monitów prezydenta Raczkiewicza naciskanego przez Mikołajczyka generał Sosnkowski odmówił dobrowolnego ustąpienia, namawiał natomiast Raczkiewicza do udzielenia dymisji premierowi.
30 września 1944 pod naciskiem Winstona Churchilla, Sosnkowski został zdymisjonowany ze stanowiska Naczelnego Wodza przez prezydenta Raczkiewicza, który podczas wręczania dymisji generałowi stwierdził: Wiem dobrze, że popełniam rzecz wysoce niemoralną, lecz niech Bóg Najwyższy będzie mi świadkiem, że innego wyjścia nie mam. Jego następcą został gen. Tadeusz Bór-Komorowski, który przebywał w niewoli niemieckiej po upadku powstania – faktycznie więc jego obowiązki do czerwca 1945 wykonywał gen. Władysław Anders.
Odwołanie Sosnkowskiego zostało negatywnie ocenione przez najwyższych polskich dowódców wojskowych sił na Zachodzie: Andersa, Kopańskiego, jak również generałów o rodowodzie legionowym: Michała Tokarzewskiego-Karaszewicza czy Janusza Głuchowskiego.

## Po wojnie

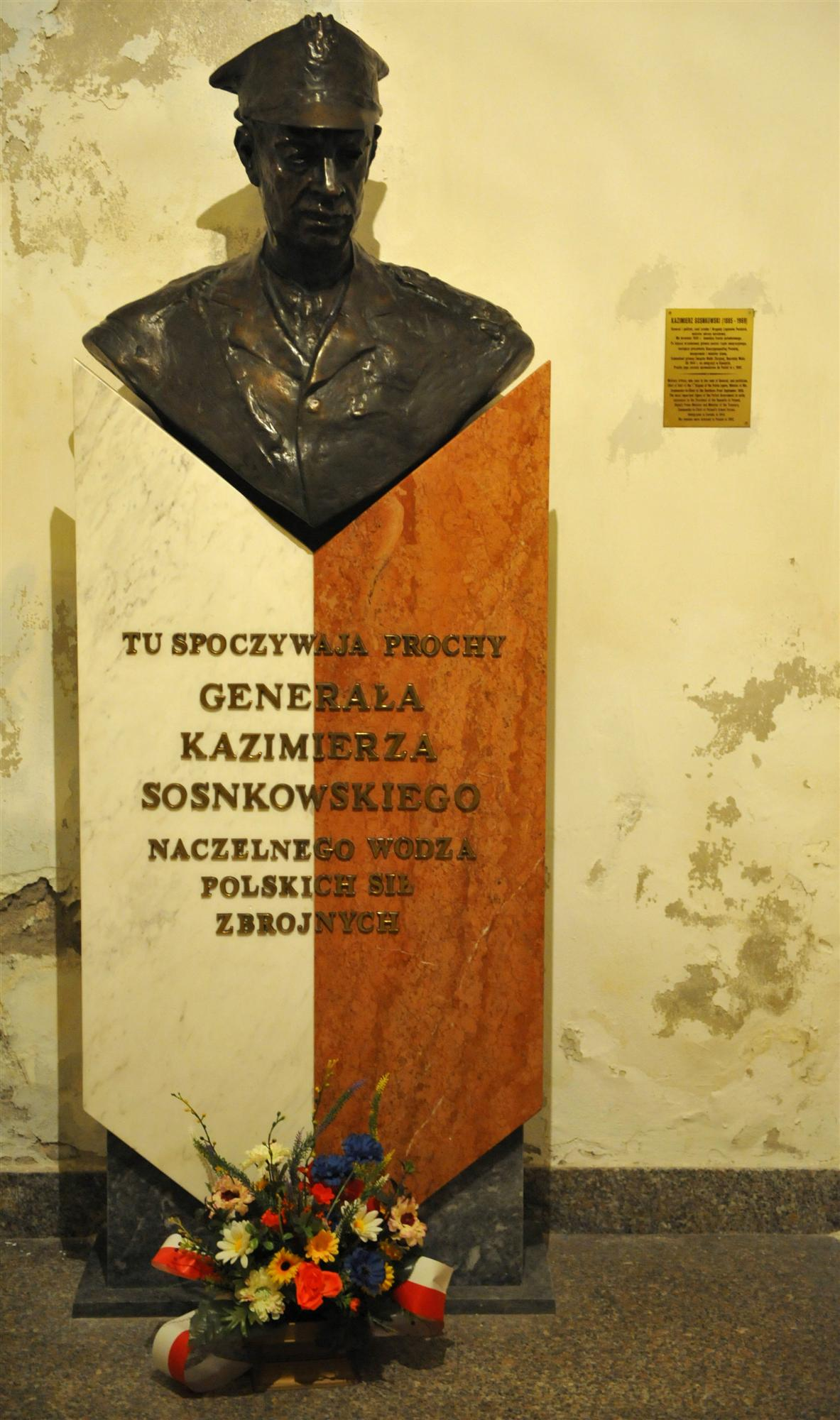
Miejsce spoczynku prochów gen. Kazimierza Sosnkowskiego w podziemiach bazyliki archikatedralnej św. Jana Chrzciciela w Warszawie

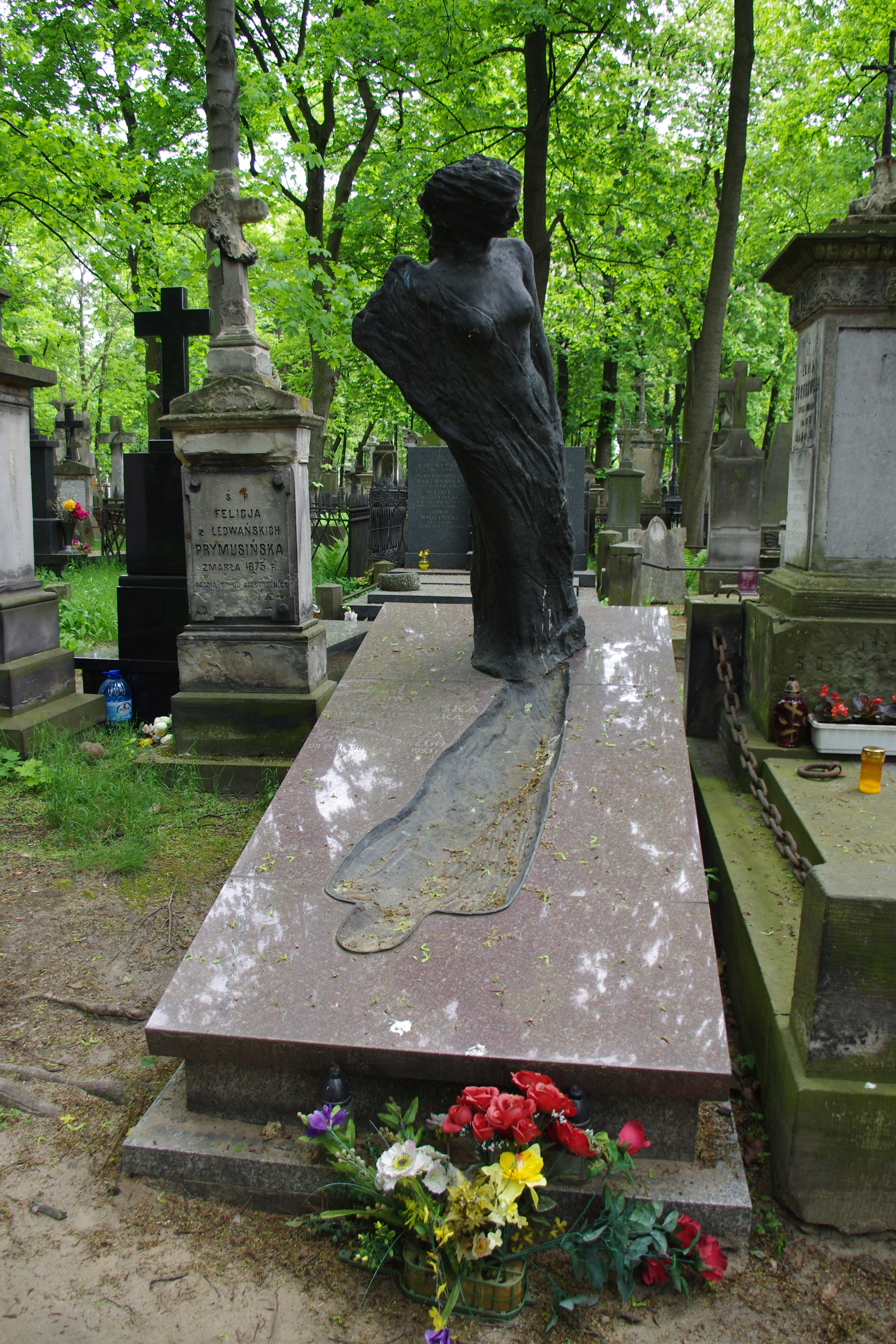
Grób Jadwigi Sosnkowskiej – wdowy po gen. Kazimierzu Sosnkowskim na Starych Powązkach w Warszawie

Jesienią 1944 kanadyjski rząd zaproponował Sosnkowskim czasowy pobyt gwarantując wizy dyplomatyczne i w listopadzie tego roku oboje odpłynęli z Anglii statkiem MS Stalowa Wola do Nowego Jorku, po czym zamieszkali w Montrealu, ostatecznie zostając tam na stałe. Generał planował spędzić tam kilkumiesięczny urlop (jego synowe przebywali tam od 1940 i wówczas uczęszczali już do Loyola College w Toronto). Nie wiedział o tym, że rząd polski zobowiązał się wobec Brytyjczyków i Kanadyjczyków, iż generał nie będzie publicznie zabierał głosu w sprawach politycznych. Wbrew więc tym obietnicom, wielokrotnie wypowiadał się przeciw ustępstwom aliantów względem ZSRR. Pobyt w Kanadzie był kilkakrotnie przedłużany. W Kanadzie Sosnkowscy nie mogli podjąć pracy zarobkowej, gdyż obowiązywał tam zakaz zatrudniania osób po przekroczeniu 40 roku życia
Pod koniec 1946 Władysław Raczkiewicz zaproponował, aby włączyć generała w skład nowego rządu emigracyjnego jako ministra obrony narodowej, sam Sosnkowski snuł plany przeniesienia gabinetu do Stanów Zjednoczonych. Jednak aż do 1949 odmawiano mu wydania wizy wjazdowej zarówno do Wielkiej Brytanii, jak i USA. Powodem była krytyka, jaką Sosnkowski kierował pod adresem wojennego sojusznika obu tych państw, czyli ZSRR. Generał znalazł się więc w stanie nieformalnego internowania. Zmuszony do zamieszkania w Kanadzie na stałe, kupił na przełomie 1946 i 1947 farmę o powierzchni 25 akrów w miejscowości Arundel nad jeziorem Bevan Lake, ok. 115 km na północny-zachód od Montrealu, gdzie pracował fizycznie w celu utrzymania siebie i rodziny (ukończył m.in. kurs stolarski). Wspólnie z żoną samodzielnie wyremontowali oba budynki i nabyli zwierzęta gospodarskie: Przez ok. 2 lata Jadwiga hodowała 2 krowy i ok. 60 kur, a Kazimierz 12 świń. Później wynajmowali pokoje turystom.
Generał Sosnkowski nie mógł opuszczać Kanady. W marcu 1947 w Wielkiej Brytanii podjęto decyzję o jego zwolnieniu z Polskich Sił Zbrojnych z dniem 1 maja 1947. Były Naczelny Wódz wznowił działalność polityczną, wraz z eskalacją zimnej wojny. Po 1949 mógł już swobodnie wypowiadać się na temat ZSRR, korzystał z łamów prasy polonijnej i emigracyjnej, a po otrzymaniu wizy do USA, wygłaszał tam odczyty. W swoich wystąpieniach ostro krytykował postawę podczas konferencji teherańskiej i jałtańskiej, jednocześnie opowiadając się za trwaniem Polski w bloku państw zachodnich.

### Próba zjednoczenia emigracji londyńskiej
Z nominacji Prezydenta RP na uchodźstwie 27 czerwca 1951 został powołany na członka Głównej Komisji Skarbu Narodowego. Na początku lat 50. Sosnkowski rozpoczął starania o polityczne zjednoczenie polskich niepodległościowych środowisk emigracyjnych, rozpoczęte wysłaniem tzw. listu manchesterskiego do uczestników Święta Niepodległości w Manchesterze 18 listopada 1951. W dokumencie tym nakreślił program pogodzenia skłóconych stronnictw. Pod koniec 1951 generał gościł w Akademii Sztabu Generalnego w Rio de Janeiro z cyklem wykładów, a w 1952 pojawił się w USA, gdzie 30 października spotkał się z Dwightem Eisenhowerem, a następnego dnia z Adlai Stevensonem, kandydatami do objęcia urzędu prezydenta USA, pragnącymi pozyskać głosy amerykańskiej Polonii. Obaj zadeklarowali chęć pomocy Polsce w odzyskaniu niepodległości i zlikwidowania skutków konferencji jałtańskiej. Sosnkowski w rozmowie z oboma politykami wystosował także postulat ponownego uznania przez administrację przyszłego prezydenta USA rządu RP na uchodźstwie jako jedynego legalnego rządu polskiego i zawarcia z nim układu dotyczącego przywrócenia wschodnich granic RP sprzed wybuchu II wojny światowej oraz zachowania zachodnich granic na Odrze i Nysie Łużyckiej.
W grudniu 1952 Sosnkowski przybył do Londynu, pragnąc doprowadzić do zjednoczenia podzielonej emigracji polskiej w Wielkiej Brytanii. Rozłam w tym środowisku politycznym został spowodowany decyzją prezydenta Raczkiewicza z 1947, który tuż przed śmiercią przekazał swój urząd nie wskazanemu wcześniej Tomaszowi Arciszewskiemu, lecz Augustowi Zaleskiemu. Generał był jedyną osobą, która mogła zostać zaakceptowana jako nowy prezydent zarówno przez jego zwolenników, jak i Radę Polityczną, składającą się z przedstawicieli skłóconych partii politycznych pozostających w opozycji. 29 grudnia 1952 Sosnkowski wygłosił przemówienie w londyńskim St. Pancras Town Hall, w którym wyraził chęć objęcia tego stanowiska, jednakże pod warunkiem dobrowolnego ustąpienia Zaleskiego i udzielenia mu poparcia przez wszystkie działające na emigracje polskie partie polityczne. W odpowiedzi na to wystąpienie, w połowie maja 1953 Zaleski ogłosił, że w czerwcu 1954 zrezygnuje z piastowanej funkcji, wraz z upływem 7-letniej kadencji. Podczas kolejnego pobytu w Londynie (kwiecień – lipiec 1953) Sosnkowski przedstawił plan zjednoczenia, który zawarł w 12-punktowym programie, uzyskując poparcie m.in. gen. Andersa i biskupa Józefa Gawliny, jak również niemal wszystkich sił politycznych (plany zjednoczeniowe nie obejmowały jednak grupy skupionej wokół Mikołajczyka). W ankiecie przeprowadzonej przez emigracyjny Dziennik Polski i Żołnierz Polski poparło ten plan 30 tys. respondentów.
14 marca 1954, podczas trzeciego pobytu Sosnkowskiego w Londynie, przedstawiciele emigracyjnych partii politycznych podpisali Akt Zjednoczenia, mówiący o współpracy z rządem i nową Radą Jedności Narodowej. Wydawało się, że już wkrótce Sosnkowski zostanie prezydentem, jednak pomimo złożonej wcześniej obietnicy, Zaleski rozmyślił się i postanowił pozostać na stanowisku, a powołany przez niego rząd odrzucił postulaty Aktu Zjednoczenia. W odpowiedzi na to powstała Tymczasowa Rada Jedności Narodowej, która powołała Radę Trzech, w skład której weszli Arciszewski, Anders oraz Edward Raczyński, będący liderami środowisk opozycyjnych wobec prezydenta. W zamyśle jej twórców, Rada Trzech miała zastąpić Zaleskiego. Początkowo Sosnkowski deklarował chęć wejścia w skład tego ciała, jednak pod warunkiem nie dublowania przez nie roli prezydenta. W kwietniu – maju 1956 generał ponownie przebywał w Londynie. 21 lipca Tymczasowa Rada Jedności Narodowej wydała uchwałę, w której oznajmiła, że zastępuje prezydenta Zaleskiego. Wobec takiego stanowiska, Sosnkowski 18 sierpnia wycofał swoją kandydaturę na następcę prezydenta, wskazując na brak w takim postępowaniu legalizmu konstytucyjnego. Rozłam utrzymał się do śmierci Zaleskiego w 1972.

### Ostatnie lata
Po zakończeniu nieudanych starań o zjednoczenie emigracji, Sosnkowski skupił się na działalności publicznej i publicystycznej w Ameryce Północnej. W swoich pismach i wypowiedziach opowiadał się za przywróceniem Polsce wschodnich granic z 1939, przeciwko dążeniom części środowisk emigracyjnych do zbliżenia z Niemcami, czy nawiązywaniu kontaktów z dyplomatami PRL. Był zdania, że zbrojna konfrontacja demokracji zachodnich z blokiem komunistycznym jest nieuchronna, wobec czego odrzucał wszelkie sugestie zawarcia ugody z ZSRR. Był jednak przeciwny inspirowaniu akcji antykomunistycznych w Polsce, przez co wszedł w konflikt z Janem Nowakiem-Jeziorańskim, dyrektorem Radia Wolna Europa. Od 1956 był protektorem londyńskiego Komitetu Pomocy Rodakom w Kraju.
W 1958 Sosnkowski ciężko zachorował na serce. Przeszedł dwa zawały. Pod koniec życia przewlekle chorował, czego efektem była niemal zupełna utrata wzroku. Zmarł po kolejnym zawale 11 października 1969 w Arundel. Ciało generała skremowano w zakładzie znajdującym się na Mont Royal w Montrealu. Początkowo, zgodnie z ostatnią wolą zmarłego, urnę z jego prochami złożono w paryskim kościele św. Stanisława – generał pragnął spocząć jak najbliżej Polski i powrócić do niej, gdy odzyska niepodległość. 4 maja 1970 szczątki Sosnkowskiego zostały czasowo przeniesione do grobowca Towarzystwa Historyczno-Literackiego w Paryżu na cmentarzu Les Champeaux w Montmorency. Od 1984 żona generała czyniła starania przeniesienia prochów męża do Polski, jednak władze francuskie nie wydawały zgody. 12 listopada 1992 urnę z jego prochami sprowadzono do Polski i złożono w podziemiach bazyliki archikatedralnej św. Jana Chrzciciela w Warszawie.

## Życie prywatne

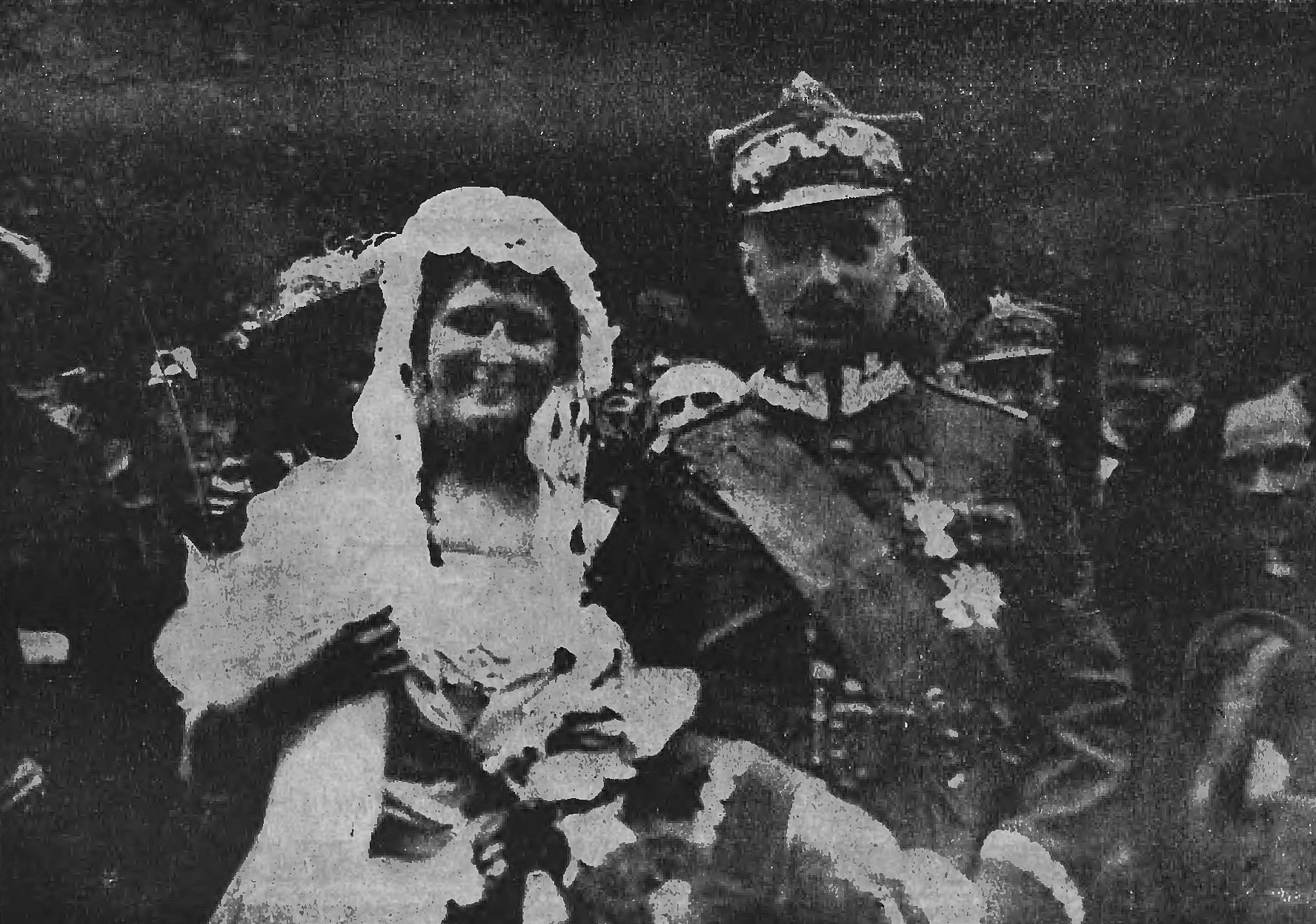
Ślub K. Sosnkowskiego i J. Żukowskiej (1921)

Kazimierz Sosnkowski był dwukrotnie żonaty. Jego pierwszą żoną była Stefania Sobańska. Małżeństwo to zostało anulowane z powodu jej choroby psychicznej wywołanej przez śmierć córki – Zofii (ur. 1908, zm. 18 września 1918). W 1919 poprzez Piłsudskiego poznał Jadwigę Żukowską (ur. 26 lutego 1901, zm. 11 stycznia 1993, córka Władysława), którą 30 kwietnia w kościele archikatedralnym św. Jana w Warszawie poślubił.
Z tego małżeństwa Sosnkowski miał pięciu synów:
- Aleksandra (ur. 6 marca 1922) – żołnierza, uczestnika kampanii wrześniowej, marynarza ORP Błyskawica, następnie inżyniera lotnictwa zamieszkałego w USA (jego ojcem chrzestnym był Józef Piłdsudski w 1928[146] lub 1929[147])
- Jana (ur. 20 marca 1924) – żołnierza Polskich Sił Powietrznych w Wielkiej Brytanii, następnie zatrudnionego w liniach lotniczych Air Canada,
- Zygmunta Antoniego (ur. 20 kwietnia 1929) – pułkownika armii kanadyjskiej,
- Mieczysława Józefa (ur. 5 lutego 1932) – pilota-oblatywacza,
- Piotra (ur. 6 kwietnia 1934) – zamieszkałego we Francji, prezesa honorowego firmy Rémy Cointreau w Paryżu[12].

Po powrocie do Warszawy pod koniec 1926 cała rodzina osiadła w Warszawie i odtąd zamieszkiwała w skrzydle gmachu (później mieszczącego Urząd Rady Ministrów) aż do 1939.
Przed II wojną światową Kazimierz Sosnkowski był właścicielem trzech majątków w Wielkopolsce powstałych w wyniku skupowania majątków poniemieckich: Bukowiec koło Nowego Tomyśla, Porażyn oraz Sielinko (z folwarkiem Drapak) o powierzchni 1772 hektarów ziemi ornej oraz 1900 ha lasów; oficjalnie posiadaczką była jego żona. Zostały one nabyte przez generała w latach 1922–1924. W Porażynie posiadał położoną malowniczo wśród lasów rezydencję. Był również właścicielem willi w Zakopanem, nazywaną „Budrysówką” lub „Pięciu Budrysów” (na cześć pięciu synów Sosnkowskiego) – zbudowaną na stoku Gubałówki w 1933. Jego folwark Porażyn został w 1945 rozparcelowany jako pierwszy w ówczesnym województwie poznańskim.

### Zainteresowania i działalność społeczna

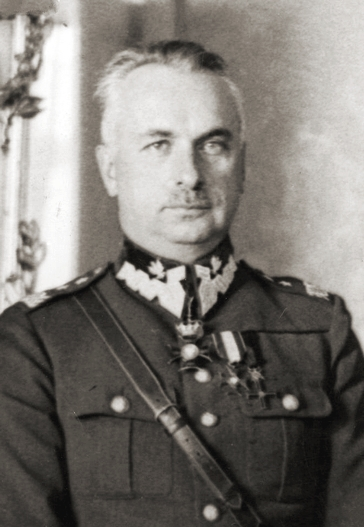
Generał Kazimierz Sosnkowski jako generał dywizji przed 1936

24 maja 1921 Kazimierz Sosnkowski zostały wybrany prezesem Towarzystwa Gniazd Sieroczych (jego żona Jadwiga wiceprezesem).
Generał był miłośnikiem piłki nożnej. W latach 1928–1939 Sosnkowski pełnił funkcję prezesa Klubu Sportowego „Polonia Warszawa”, którego był zagorzałym kibicem. Obecnie stadion „Polonii” przy ul. Konwiktorskiej 6 jest nazwany jego imieniem. W 1925 wsparł finansowo budowę krytej trybuny na stadionie Klubu Sportowego Dyskobolia w Grodzisku Wielkopolskim.
Generał Sosnkowski był także wielkim entuzjastą gry w szachy. Zainteresowanie to pojawiło się u niego podczas pobytu we Lwowie, swoje umiejętności rozwijał w trakcie uwięzienia w twierdzy magdeburskiej – wraz z Piłsudskim rozegrał wówczas ponad 250 partii szachowych. W 1919 zapewnił pomoc finansową dla Warszawskiego Towarzystwa Zwolenników Gry Szachowej. Działalność tej organizacji wspierał także w kolejnych latach. W 1937 został uhonorowany tytułem honorowego członka Polskiego Związku Szachowego, w 1938 i ponownie w 1939 został prezesem Rady Naczelnej Związku (organu doradczego wobec zarządu). W 1935 znalazł się w Komitecie Honorowym VI Warszawskiej Olimpiady Szachowej. Podobnie było w 1937, gdy wszedł w skład Komitetu Honorowego szachowych IV Indywidualnych Mistrzostw Kraju.
Sosnkowski był również myśliwym. W 1936 został pierwszym prezesem Polskiego Związku Łowieckiego.
Wśród innych zainteresowań Sosnkowskiego wymieniana jest także amatorska gra na fortepianie oraz malarstwo, jak również literatura polska i światowa. Zajmował się też tłumaczeniem poezji. Generał biegle władał językiem francuskim, angielskim, niemieckim, włoskim oraz rosyjskim. Dodatkowo znał łacinę oraz klasyczny język grecki.
Od 1929 Sosnkowski był przewodniczącym Komitetu Wojewódzkiego Stowarzyszenia Komitet Dni Chopinowskich w Polsce. Od 1932 był natomiast szefem Komitetu Wykonawczego i Prezydium tego podmiotu. Przyczynił się tym samym do odbudowania dworku Chopinów w Żelazowej Woli i zorganizowania tam muzeum.
Generał Kazimierz Sosnkowski miał również swój wkład w utworzenie Muzeum Wojska Polskiego w Warszawie. Od 1933 wchodził także w skład władz naczelnych Towarzystwa Rozwoju Ziem Wschodnich, a od 16 lipca 1936 był protektorem Ligi Morskiej i Kolonialnej.

### Spuścizna
Testamentem spisanym w Montrealu 8 grudnia 1967 uczynił swoją żonę Jadwigę jedyną wykonawczynią swej ostatniej woli, zlecając kremację zwłok i przeniesienie urny do grobu rodzinnego w Polsce – to samo dotyczyło pamiątek i archiwów. Jadwiga Sosnkowska przekazała archiwum generała instytucjom w Polsce, a pamiątki (odznaczenia i trzy mundury) do Muzeum Wojska Polskiego w Warszawie w 1984. W tym samym roku Instytut Józefa Piłsudskiego w Ameryce wydał oświadczenie, w którym podano, że w testamencie z 22 stycznia 1969 gen. Sosnkowski nakazał żonie i synowi Piotrowi, ażeby wszystkie jego odznaczenia, medale i pamiątki oraz archiwum oddali do Instytutu Józefa Piłsudskiego w Ameryce, wobec czego postępowanie J. Sosnkowskiej miał nosić znamiona działania sprzecznego z ostatnią wolą zmarłego. W 2012 do ambasady RP w Madrycie zgłosili się właściciele domu, w którym przed laty mieszkała Jadwiga Sosnkowska, informując że znajdują się tam nadal fragmenty spuścizny po generale, które po interwencji przekazano do Centralnego Archiwum Wojskowego.

## Awanse
- podpułkownik – 9 października 1914[27] (wcześniej pełnił funkcje strzeleckie)
- pułkownik – 16 kwietnia 1916 z dniem 1 kwietnia 1916[164]
- generał podporucznik – 16 listopada 1918[38]
- generał porucznik – 21 kwietnia 1920[42]
- generał dywizji – zweryfikowany 3 maja 1922 ze starszeństwem z dniem 1 czerwca 1919 i 7. lokatą w korpusie generałów[54]
- generał broni – 11 listopada 1936[75]

## Ordery i odznaczenia
- Order Orła Białego (pośmiertnie, 11 listopada 1995)[165]
- Krzyż Komandorski Orderu Wojskowego Virtuti Militari nr 12 (19 grudnia 1923)[166][167]
- Krzyż Złoty Orderu Wojennego Virtuti Militari nr 135
- Krzyż Srebrny Orderu Wojskowego Virtuti Militari nr 2522 (28 lutego 1922)[166][168]
- Wielka Wstęga Orderu Odrodzenia Polski (22 lutego 1924)[166][169]
- Krzyż Niepodległości z Mieczami (6 listopada 1930)[170][171]
- Krzyż Walecznych (czterokrotnie, po raz 2, 3, 4 w 1922)[166][172]
- Złoty Krzyż Zasługi (dwukrotnie: 17 marca 1930[173], 13 maja 1933[174])[175][166][176]
- Krzyż Zasługi Wojsk Litwy Środkowej[166][177]
- Medal Pamiątkowy za Wojnę 1918–1921[166]
- Złoty Wawrzyn Akademicki (5 listopada 1935)[178]
- Medal Dziesięciolecia Odzyskanej Niepodległości[166]
- Złota Odznaka Honorowa Ligi Obrony Powietrznej i Przeciwgazowej I stopnia[179]
- Odznaka „Za wierną służbę”
- Odznaka Pamiątkowa „Pierwszej Kadrowej”[180]
- Odznaka Pamiątkowa Generalnego Inspektora Sił Zbrojnych
- Odznaki wszystkich pułków podhalańskich 22 Dywizji Piechoty (1936)[181]
- Wielka Wstęga Orderu Świętego Skarbu (Japonia)[166][176].
- Kawaler Krzyża Wielkiego Orderu Korony Włoch (Włochy)[166][176]
- Krzyż Wielki Orderu Legii Honorowej (Francja, zezwolenie 1929)[166][176][182]
- Krzyż Wielki Orderu św. Sawy (Jugosławia)[166][176]
- Krzyż Wielki Orderu Korony Rumunii (Rumunia)[166][176]
- Krzyż Wielki Orderu Gwiazdy Rumunii (Rumunia)[166][176]
- Krzyż Wielki Orderu Białej Róży (Finlandia, 1922)[166][183]
- Order Krzyża Orła I klasy (Estonia, 1933)[184]
- Order Zasługi I klasy (Węgry, przed 1935)[185][166][176]
- Order Krzyża Wolności I kategorii II klasy (Estonia, 1922)[166][186]
- Order Krzyża Białego (Kaitseliidu Valgerist) II klasy (Estonia)[166][176]
- Order Imperium Brytyjskiego II klasy (Wielka Brytania)[176]
- Order Zasługi Rolniczej III klasy (Francja, przed 1935)[185][176]
- Krzyż Wojenny Czechosłowacki (1914–1918) (Czechosłowacja)[166][176]
- Order Lwa Białego (Czechosłowacja)[176]
- Wielka Wstęga Orderu Słońca (Elmer-Ali) (Afganistan)[176]
- Order Korony Żelaznej (Austro-Węgry, 1914)[176]

## Publikacje
Był autorem następujących pozycji (część wydana pośmiertnie):
- Z Legionów do Magdeburga (Warszawa 1929)
- Cieniom Września (Londyn 1943, polskie wydanie Warszawa 1988)
- Nakazy chwili (Londyn 1951)
- W obronie praw Polski (Londyn 1964)
- Materiały historyczne (Londyn 1966)
- Przyczynki do sprawy zbrojeń polskich w okresie 1935–1939 (Londyn 1973)
- Wybór Pism (Wrocław 2009, ISBN 978-83-04-04964-2)

Pod koniec życia Sosnkowski zajmował się także pracami translatorskimi – przekładał wiersze Charles’a Baudelaire’a i Paula Verlaine’a oraz twórczość Williama Szekspira

## Opinie o gen. Sosnkowskim
Piłsudski oceniał Sosnkowskiego jako żołnierza o otwartym umyśle, dużych zdolnościach, przywykłego do mierzenia sił państwa w najrozmaitszych wysiłkach i do oceniania zjawisk o charakterze nie ściśle militarnym, ale o małym przygotowaniu operacyjnym. Jak wskazywał w swojej opinii z 1922, cechował go charakter niezbyt silny. Łatwo mu stracić wiarę w siebie przy niepowodzeniach i nieszczęściach. Wtedy prędko by zrzucał z siebie odpowiedzialność na wszelkiego rodzaju rady wojskowe (...) Dla podległych zbyt względny. Dla podtrzymania braków charakteru wymaga otoczenia z którym by żył osobiście dobrze i które by wytworzyło atmosferę ciepła i pociechę w niepowodzeniu.
Zarówno w środowiskach piłsudczykowskich, jak i pośród osób niechętnych sanacji, postrzegany był jako osoba wybitnie inteligentna. Jego współpracownicy wskazywali, iż był perfekcjonistą, postacią o wybitnej pamięci i talencie organizacyjnym (Bogusław Miedziński), czy wszechstronnie utalentowanym intelektualistą i szlachetnym patriotą (Tadeusz Katelbach). Generał Jan Romer pisał, że była to osobowość o głowie bardzo bystrej, o szybkiej i trafnej orientacji, dobrej pamięci, wielkich zdolnościach organizacyjnych (...). Jego głównym brakiem jest niedostateczna planowość w wyzyskiwaniu czasu, a stąd sam go traci niepotrzebnie i innych na to naraża. Zalety umysłu Sosnkowskiego były doceniane także przez przeciwników obozu piłsudczykowskiego. Herman Lieberman wspominał o jego talencie oratorskim. Określał go mianem najinteligentniejszego i najzdolniejszego piłsudczyka. Maciej Rataj pisał o generale jako niezmiernie inteligentnym i trzeźwym człowieku.
Przeciwnicy i niechętni mu politycy wskazywali, że pomimo niezaprzeczalnych przymiotów umysłu, Sosnkowskiemu brakowało zdecydowania i umiejętności podejmowania jednoznacznych decyzji. Jan Nowak-Jeziorański twierdził, iż Sosnkowski był jednym z najwybitniejszych umysłów w skali całego kraju; miał wielki dar analizy, ale był to intelekt raczej statysty niż wodza (...); jego ocenom brak było najczęściej pozytywnej konkluzji wskazującej stanowczo i wyraźnie określony kierunek działania, (...) skłonny był raczej do zajmowania nieprzejednanego stanowiska aniżeli formułowania praktycznego planu działania. Opisywał, jak Sosnkowski potrafił godzinami deliberować, czy należy ściągnąć do Londynu na uroczystości orkiestrę ze Szkocji, czy też nie. Brak zdecydowania w postępowaniu generała powodował, że wśród przeciwników nazywany był Hamletem polskiej sceny politycznej. Stanisław Cat-Mackiewicz określił go mianem jedwabnego Pierrota historycznego, cechującego się atrofią narzucania własnej woli.
Jednymi z największych wrogów Sosnkowskiego w okresie emigracyjnym byli Stanisław Mikołajczyk, Stanisław Kot (który prowadził z nim bezpardonową walkę, określając nawet generała mianem faszysty) oraz minister obrony narodowej gen. Marian Kukiel.

## Upamiętnienie

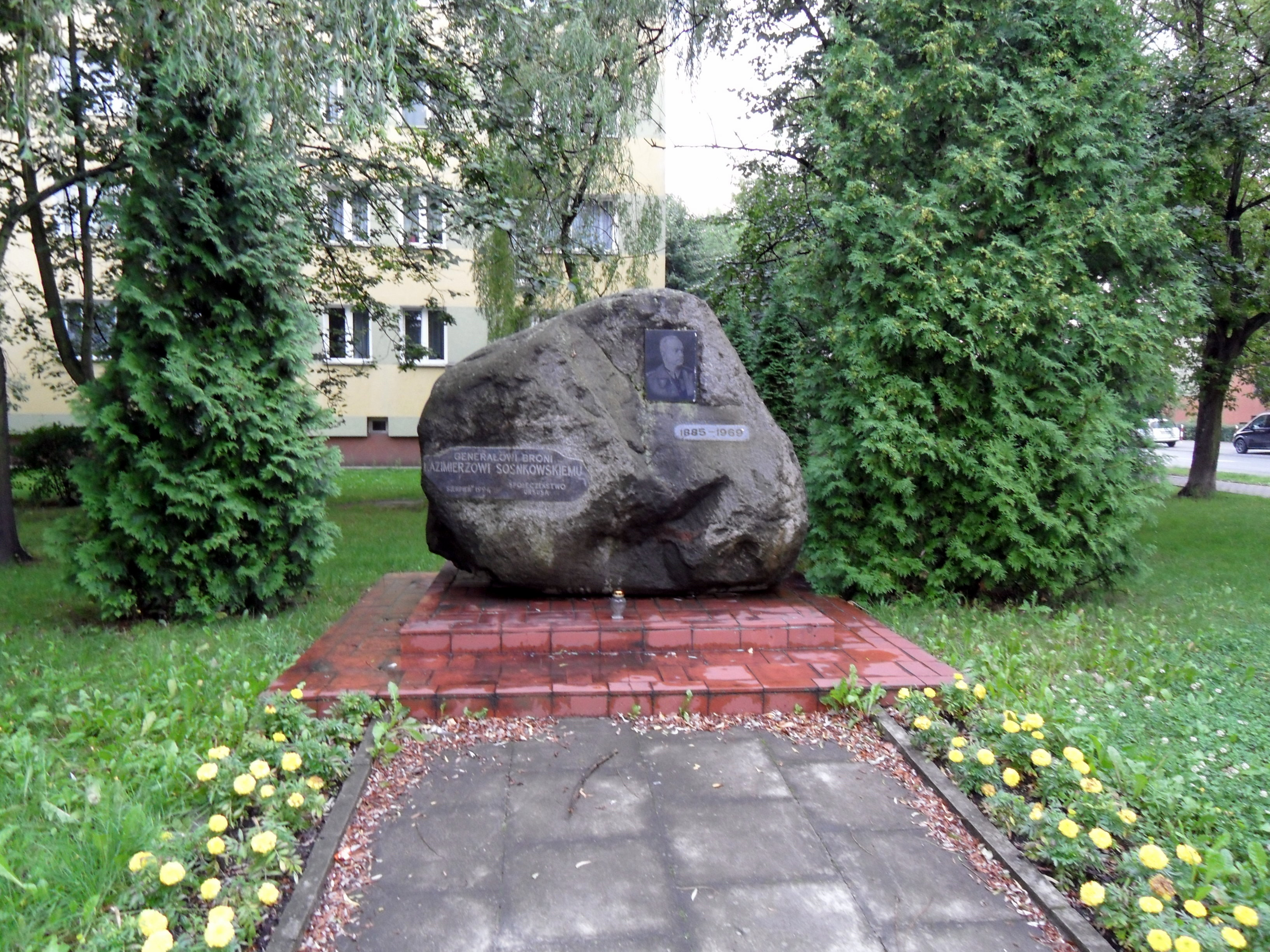
Pomnik upamiętniający Sosnkowskiego w Warszawie-Ursusie

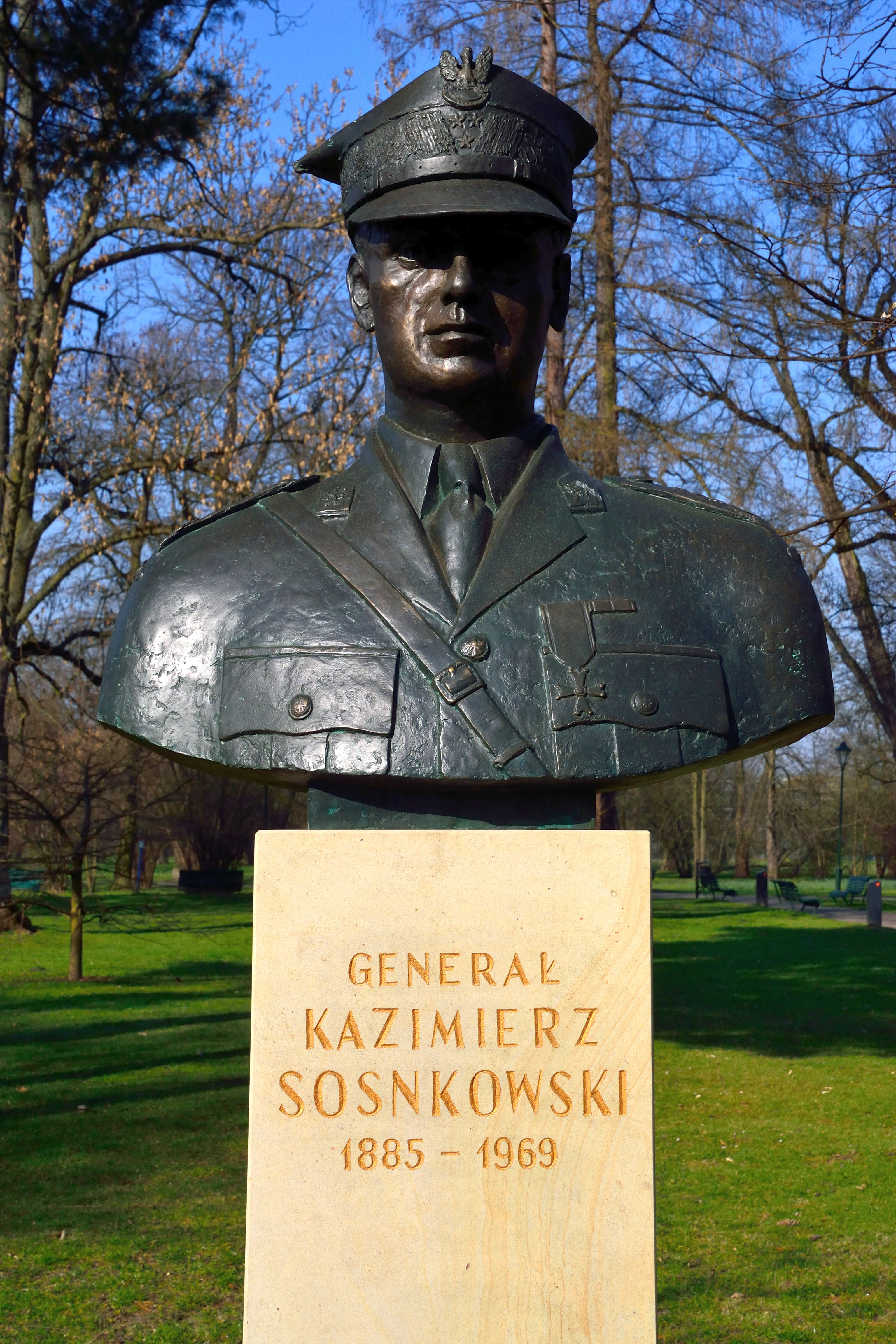
Pomnik gen. Kazimierza Sosnkowskiego w Parku Jordana

31 maja 1939 zmieniono nazwę miejscowości Lenin na „Sosnkowicze”.
W 1993 został wybity medal z podobizną gen. broni Kazimierza Sosnkowskiego o treści „Wachlarz” – akcje dywersyjne 1943 – 1993, wydany przez Mennicę Państwową, a zaprojektowany przez Zbigniewa Kotyłłę.

9 grudnia 2005 Sejm Rzeczypospolitej Polskiej podjął uchwałę w sprawie uczczenia pamięci gen. Kazimierza Sosnkowskiego w 120. rocznicę urodzin. Dokument wskazuje, że: 

Generał Kazimierz Sosnkowski, współtwórca Legionów Polskich i Wojska Polskiego odradzającego się po I wojnie światowej, dowódca, polityk i mąż stanu – dobrze zasłużył się Ojczyźnie. Kazimierz Sosnkowski – symbol walki o niepodległość, wszedł na trwałe do naszej historii i powinien znaleźć godne miejsce w pamięci historycznej kolejnych pokoleń Polaków.

Ulice imienia Kazimierza Sosnkowskiego znajdują się m.in. w Bielsku-Białej, Chrzanowie, Gdańsku, Gorzowie Wielkopolskim, Grudziądzu, Krakowie, Mińsku Mazowieckim, Opolu, Olsztynie, Pułtusku, Warszawie, Wrocławiu, Ząbkach. Jest on również patronem gimnazjum w Opalenicy oraz szkoły podstawowej i gimnazjum w Antoniowie (woj. podkarpackie, pow. stalowowolski).
Jego nazwisko nosi również 7 Pułk Ułanów Lubelskich.
Stadion Polonii Warszawa nosi nazwę gen. Kazimierza Sosnkowskiego – stadion użytkowany przez klub Polonia Warszawa, znajdujący się na Nowym Mieście przy ul. Konwiktorskiej 6.
Od 1 września 2014 roku imię gen. Kazimierza Sosnkowskiego nosi Publiczna Szkoła Podstawowa w Antoniowie (Uchwała nr XXXV/297/2014 Rady Gminy Radomyśl nad Sanem z dnia 25 czerwca 2014 roku).
W dniu 24 sierpnia 2016 imię generała broni Kazimierza Sosnkowskiego przyjęło Wojskowe Biuro Historyczne jako Wojskowe Biuro Historyczne im. gen. broni Kazimierza Sosnkowskiego.
W 2023 r. Poczta Polska wyemitowała upamiętniający Sosnkowskiego znaczek pocztowy w dwóch wariantach o łącznym nakładzie 144 tys. sztuk i nominale 3,90 zł.
Uchwałą Sejmu RP X kadencji z 24 lipca 2024 zdecydowano o ustanowieniu roku 2025 „Rokiem Generała Kazimierza Sosnkowskiego”.

## Kazimierz Sosnkowski w filmie
- W filmie fabularnym Katastrofa w Gibraltarze z 1984 roku w reżyserii Bohdana Poręby w jego postać wcielił się Emil Karewicz.
- W filmie fabularnym Kurier z 2019 roku w reżyserii Władysława Pasikowskiego generała Sosnkowskiego zagrał Jan Frycz.
- W filmie fabularnym Legiony z 2019 roku w reżyserii Dariusza Gajewskiego Kazimierza Sosnkowskiego zagrał Maciej Marczewski.